# 28. April
Der 28. April ist der 118. Tag des gregorianischen Kalenders (der 119. in Schaltjahren), somit bleiben 247 Tage bis zum Jahresende.

## Ereignisse

### Politik und Weltgeschehen
- 0224: Der parthische König Artabanos IV. fällt in einer Schlacht gegen seinen Vasallen Ardaschir, der damit die Herrschaft der Arsakiden über Persien beendet und das Sassanidenreich begründet.

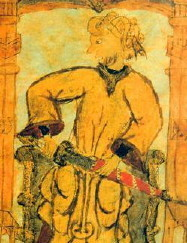
711: Tāriq ibn Ziyād

- 0711: Im Auftrag des Statthalters von Ifrīqiya, Mūsā ibn Nusair, setzt der arabische Feldherr Tāriq ibn Ziyād nach Gibraltar (Dschabal Ṭāriq) über und gründet dort die Provinz Al-Andalus. Damit beginnt die islamische Expansion auf der Iberischen Halbinsel.
- 1192: Konrad von Montferrat, erst wenige Tage zuvor zum König von Jerusalem gewählt, wird in Tyros auf offener Straße von zwei Assassinen erstochen.
- 1772: Der bisherige Geheime Kabinettsminister des dänischen Königs Christian VII., Johann Friedrich Struensee, wird wegen seiner angeblichen Affäre mit Königin Caroline Mathilde vor den Toren von Kopenhagen hingerichtet. Die Hinrichtung findet mit mehrtägiger Verzögerung statt, weil sich nur unter Androhung von Folter Handwerker für den Bau des Schafotts für den liberalen Minister gefunden haben, der die Ideen der Aufklärung nach Dänemark gebracht hat.
- 1788: Mit der Ratifizierung der Verfassung der Vereinigten Staaten wird Maryland der siebte Bundesstaat der Vereinigten Staaten.

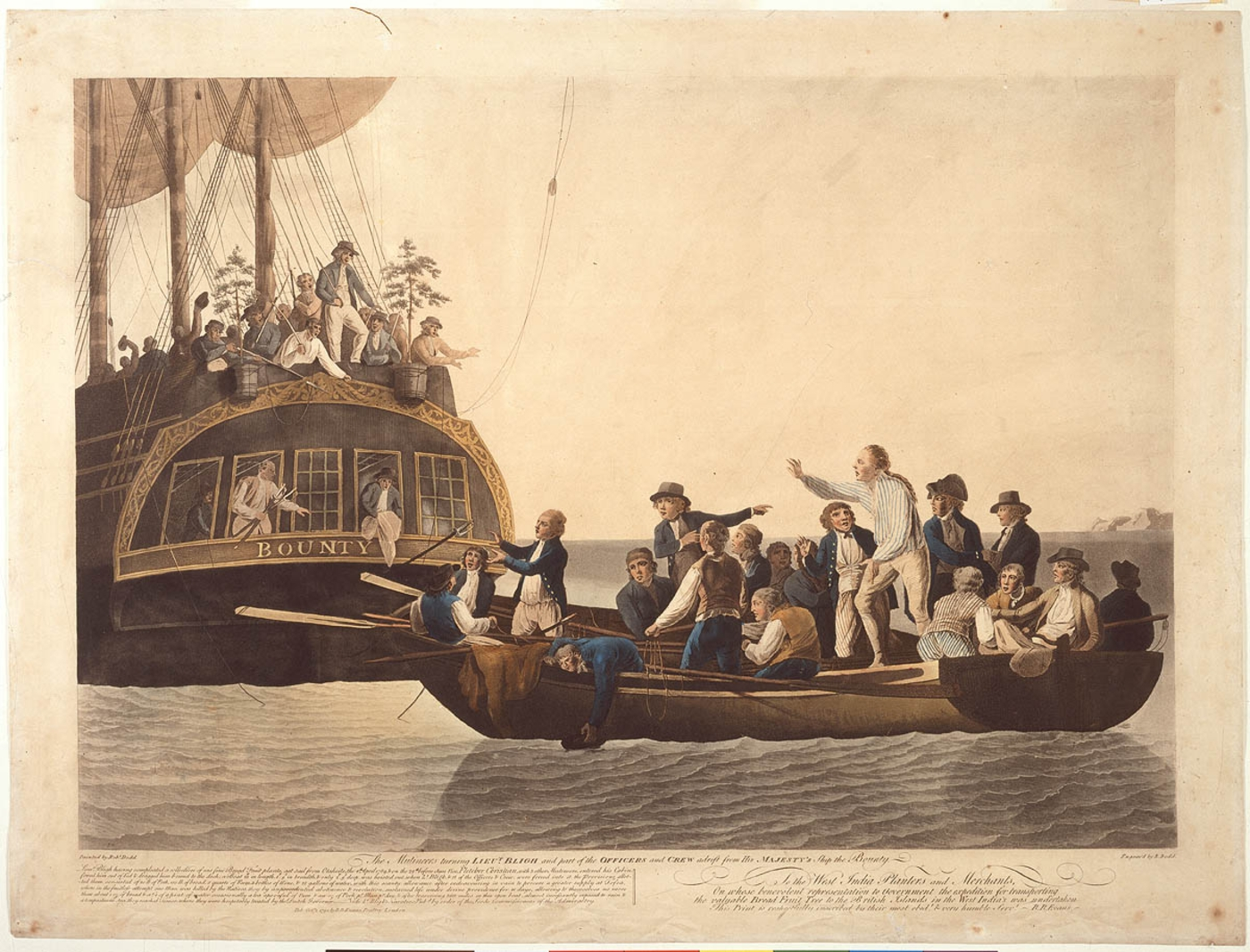
1789: Bligh und achtzehn Mann werden ausgebootet

- 1789: Fletcher Christian meutert mit einigen anderen Besatzungsmitgliedern auf der Bounty gegen den Befehlshaber Leutnant William Bligh und setzt diesen mit einigen loyalen Seeleuten in einem Beiboot auf dem Meer aus. Dieses erreicht nach 6 Wochen die holländische Faktorei Kupang, während die Bounty nach Tonga zurücksegelt.
- 1796: König Viktor Amadeus III. von Sardinien-Piemont schließt mit Napoleon Bonaparte während dessen Italienfeldzug bei Cherasco einen Waffenstillstand.

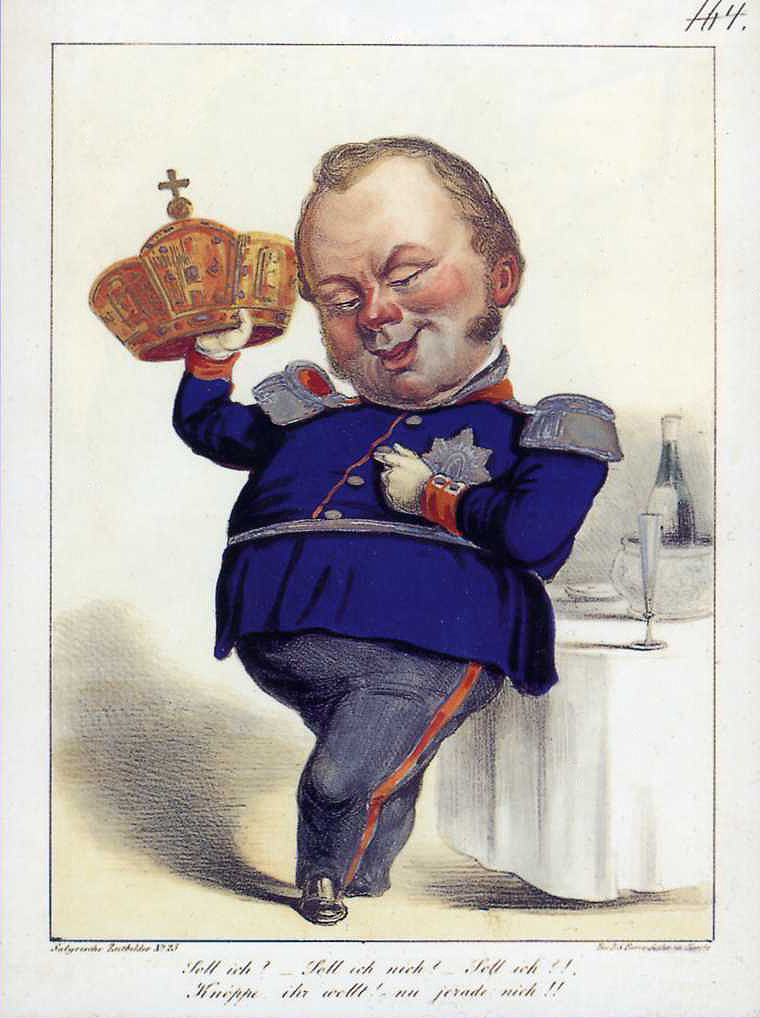
1849: Karikatur zur Ablehnung der Kaiserkrone

- 1849: In einem Schreiben, das durch Ludolf Camphausen überbracht wird, wiederholt der preußische König Friedrich Wilhelm IV. seine Ablehnung der in der Kaiserdeputation durch die Frankfurter Nationalversammlung angebotenen deutschen Kaiserkrone und begründet diese ausführlich. Damit ist das Ziel der Märzrevolution, ein geeintes Deutschland und eine gesamtdeutsche Verfassung, politisch endgültig gescheitert.
- 1855: Am Bois de Boulogne in Paris scheitert ein Pistolenattentat von Giovanni Pianori auf Frankreichs Kaiser Napoleon III.

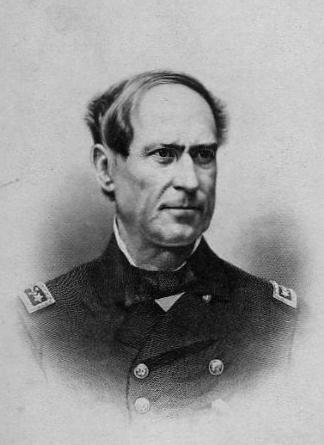
1862: David Glasgow Farragut

- 1862: Im Amerikanischen Bürgerkrieg nimmt der Unions-Admiral David Glasgow Farragut mit seiner Flottille die konföderierte Stadt New Orleans ein.
- 1879: Nach der Loslösung aus dem Osmanischen Reich wird von der bulgarischen Nationalversammlung in Weliko Tarnowo die Verfassung von Tarnowo beschlossen. Vorbild der modernen und liberalen Verfassung, die bis 1947 gültig ist, ist die Verfassung Belgiens.
- 1893: In Frankreich wird per Gesetz eine Fahrradsteuer eingeführt, die auch Motorräder und Automobile besteuert. Mehrere andere Staaten ziehen in den folgenden Jahren mit dem Erschließen dieser Steuerquelle nach.
- 1915: Die Erste Schlacht von Krithia im Rahmen der Schlacht von Gallipoli bringt den Briten eine Niederlage im Kampf mit zwei sich verbissen wehrenden Regimentern der Osmanen ein.
- 1920: Die russische Rote Armee marschiert in Aserbaidschan ein und beendet mit dem Etablieren eines Okkupationsregimes in Baku die Unabhängigkeit des jungen Landes.

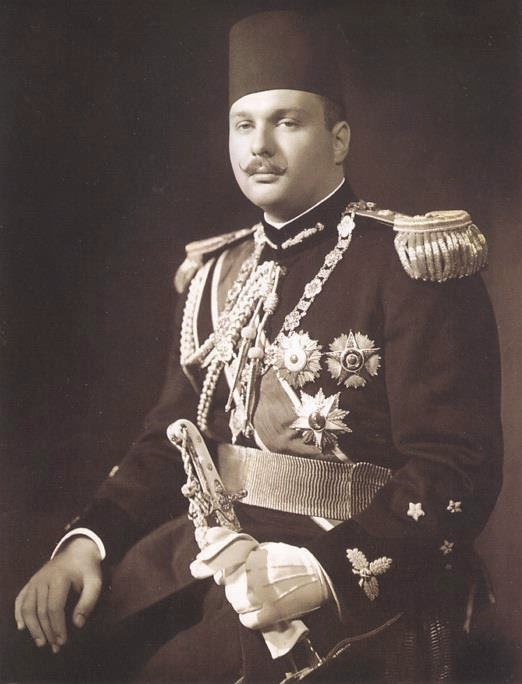
1936: König Faruq

- 1936: Mit dem Tod seines Vaters Fu'ād wird der 16-jährige Faruq König von Ägypten.

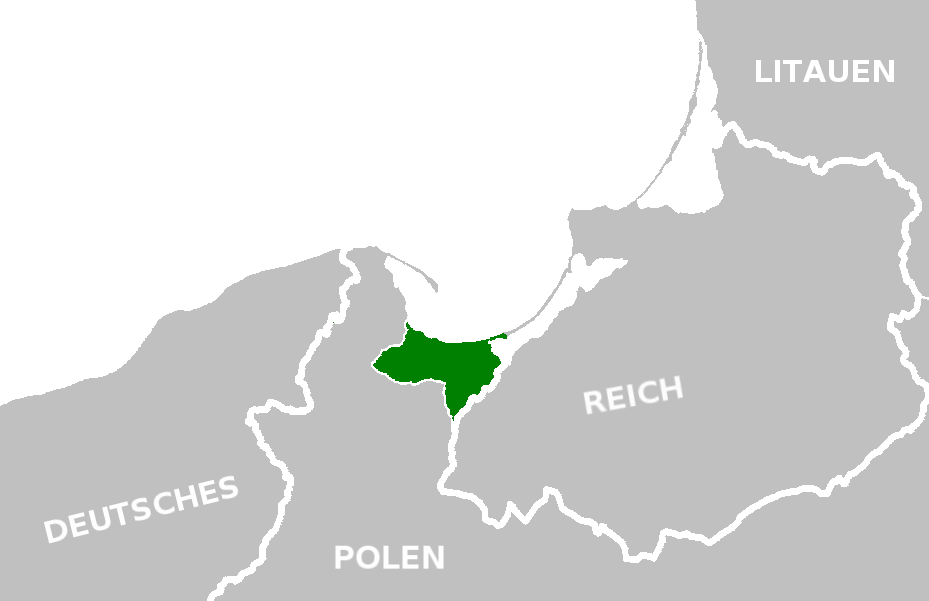
1939:Freie Stadt Danzig

- 1939: Das Deutsche Reich kündigt den Nichtangriffspakt mit Polen, nachdem das Verlangen nach einer Annexion der Freien Stadt Danzig und einen Korridor nach Ostpreußen abgelehnt worden ist.
- 1939: Mit einem Memorandum kündigt das Deutsche Reich das Deutsch-britische Flottenabkommen wegen behaupteter unfreundlicher Haltung des Vertragspartners. Jedoch ist die Aufrüstung der Flotte im Z-Plan bereits drei Monate zuvor von Adolf Hitler gebilligt worden. Angebote Großbritanniens zur Wiederaufnahme von Verhandlungen bleiben unbeantwortet.
- 1945: Widerstandskämpfer der Freiheitsaktion Bayern um Rupprecht Gerngross geben über Rundfunk die Nachricht aus, dass der Krieg für Bayern beendet sei. Da Reichsstatthalter Franz Ritter von Epp seine Unterstützung verweigert, bricht der Aufstand zusammen. Die SS-Einheit „Werwolf Oberbayern“ unter Paul Giesler begeht daraufhin in Penzberg ein Kriegsendphaseverbrechen und ermordet in der Penzberger Mordnacht 16 Zivilisten.
- 1945: Augsburg wird den US-amerikanischen Truppen durch die Augsburger Freiheitsbewegung im Zweiten Weltkrieg kampflos übergeben.

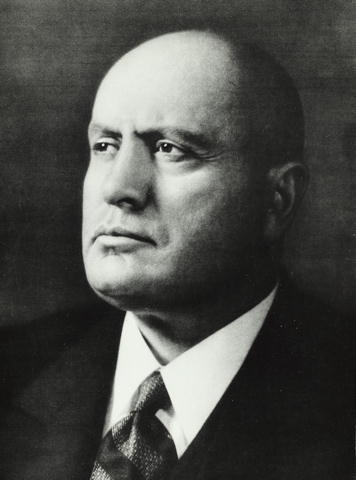
1945:Benito Mussolini

- 1945: Benito Mussolini und seine Geliebte Clara Petacci, tags zuvor beim Fluchtversuch von Partisanen der italienischen Resistenza aufgegriffen, werden in Mezzegra erschossen. Am folgenden Tag werden die Leichen noch gehängt und öffentlich zur Schau gestellt.

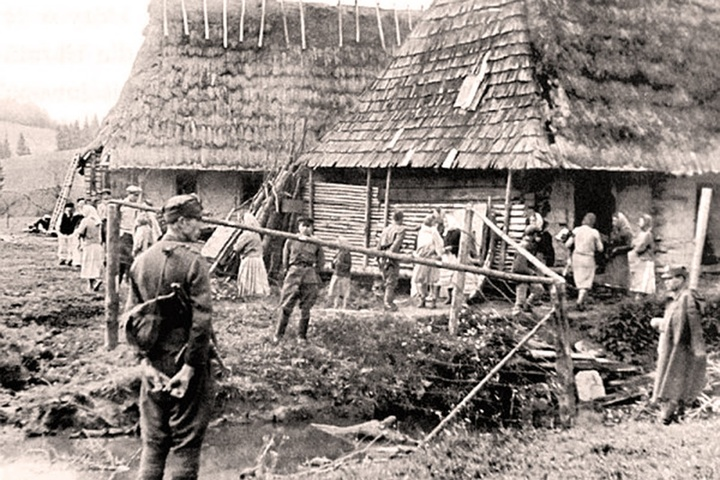
Aktion Weichsel, 1947

- 1947: In Polen beginnt die Aktion Weichsel, die zwangsweise Massenumsiedlung von 150.000 ethnischen Ukrainern aus Südostpolen größtenteils in die Wiedergewonnene Gebieten im Westen und Norden Polens.
- 1949: Großbritannien, Frankreich, die Vereinigten Staaten und die Beneluxstaaten schließen das Ruhrstatut, ein Abkommen zur Errichtung einer internationalen Ruhrbehörde. Damit wollen sie die Kohle-, Koks- und Stahlproduktion im Nachkriegsdeutschland kontrollieren.
- 1952: Mit Inkrafttreten des Friedensvertrags von San Francisco endet die Besatzungszeit in Japan nach dem Zweiten Weltkrieg.
- 1952: Im Sino-Japanischen Friedensvertrag kommt ein separater Friedensvertrag zwischen Japan und der Republik China zustande, der den seit dem Zweiten Weltkrieg existierenden Kriegszustand zwischen beiden Vertragsparteien aufhebt.
- 1954: In Colombo treffen die Ministerpräsidenten von Indien, Pakistan, Birma, Ceylon und Indonesien zu einer Konferenz zusammen, auf der u. a. die aktuelle Situation in Französisch-Indochina beraten wird, wo gerade die Schlacht um Điện Biên Phủ im Gange ist. Unter anderem wird dabei auch die Bandung-Konferenz 1955 vorbereitet.
- 1958: Mit der Bombe Yucca beginnt die bis 30. Oktober dauernde Operation Hardtack, eine Reihe von Kernwaffentests der Vereinigten Staaten auf dem Eniwetok-Atoll und dem Bikini-Atoll der Marshallinseln.

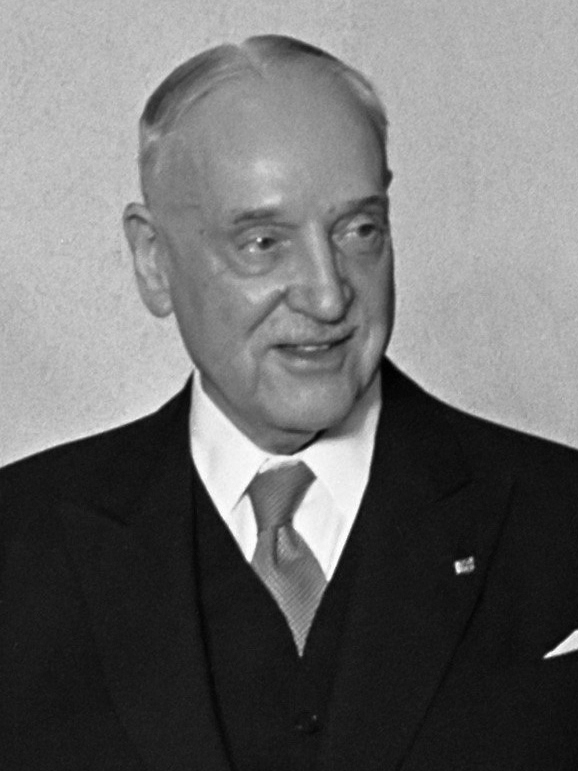
1963: Adolf Schärf

- 1963: Der österreichische Bundespräsident Adolf Schärf von der SPÖ wird mit 55,4 % der Stimmen im ersten Wahlgang der Bundespräsidentschaftswahlen gegen den von der ÖVP nominierten Julius Raab und Josef Kimmel von der EFP wiedergewählt.
- 1965: Vier Tage nach dem Putsch zugunsten des demokratisch gewählten Präsidenten Juan Bosch in der Dominikanischen Republik intervenieren die USA militärisch mit der Operation Power Pack zugunsten der gestürzten Militärdiktatur.

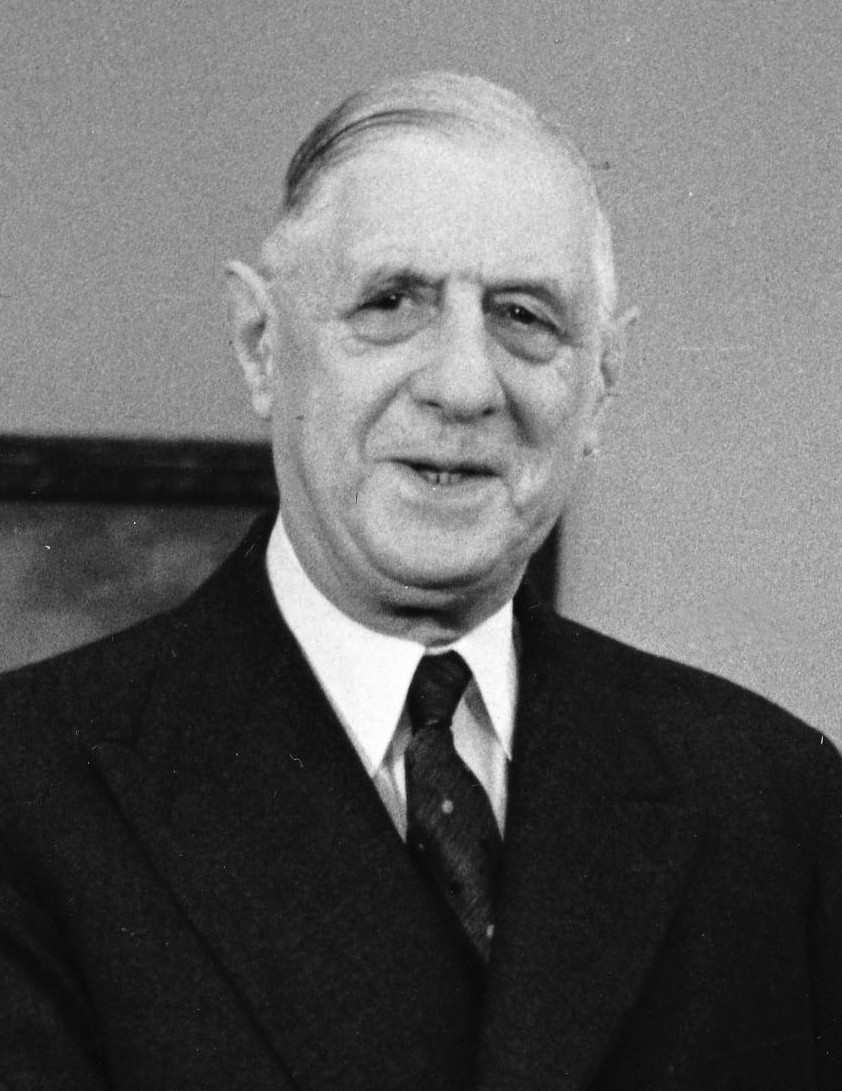
1969: Charles de Gaulle

- 1969: Charles de Gaulle lässt nach seiner Abstimmungsniederlage beim Referendum zur Senats- und Regionalreform wenige Minuten nach Mitternacht seinen Rücktritt vom Amt des französischen Staatspräsidenten bekanntgeben.
- 1975: Nur sieben Tage nach der Übernahme des Amtes von Nguyễn Văn Thiệu tritt Trần Văn Hương als Präsident Südvietnams zurück. Staatschef wird General Dương Văn Minh, der zwei Tage später nur noch die bedingungslose Kapitulation im Vietnamkrieg verkünden kann.
- 1977: Der Stammheim-Prozess gegen die Terroristen der Rote Armee Fraktion in einer eigens errichteten Halle der Justizvollzugsanstalt Stuttgart-Stammheim endet mit der Verurteilung von Andreas Baader, Gudrun Ensslin und Jan-Carl Raspe wegen Mordes. Die Angeklagten, die wegen eines Hungerstreiks nicht bei der Urteilsverkündung anwesend sind, werden zu lebenslanger Haft verurteilt.
- 2001: Albanische Rebellen der paramilitärischen Organisation UÇK verüben einen Anschlag auf mazedonische Spezialkräfte. Das Massaker von Vejce trägt maßgeblich zur Eskalation des Mazedonien-Konflikts 2001 bei.
- 2020: Kolumbien wird der 37. Mitgliedstaat der OECD.

### Wirtschaft
- 1866: Die „Norddeutsche Affinerie“ wird in Hamburg durch die Aufsichtsratsmitglieder der Norddeutschen Bank und die Hamburger Kaufleute Carl Friedrich Ludwig Westenholz und Ferdinand Jacobsen sowie Georg Ferdinand Gorrissen gegründet.

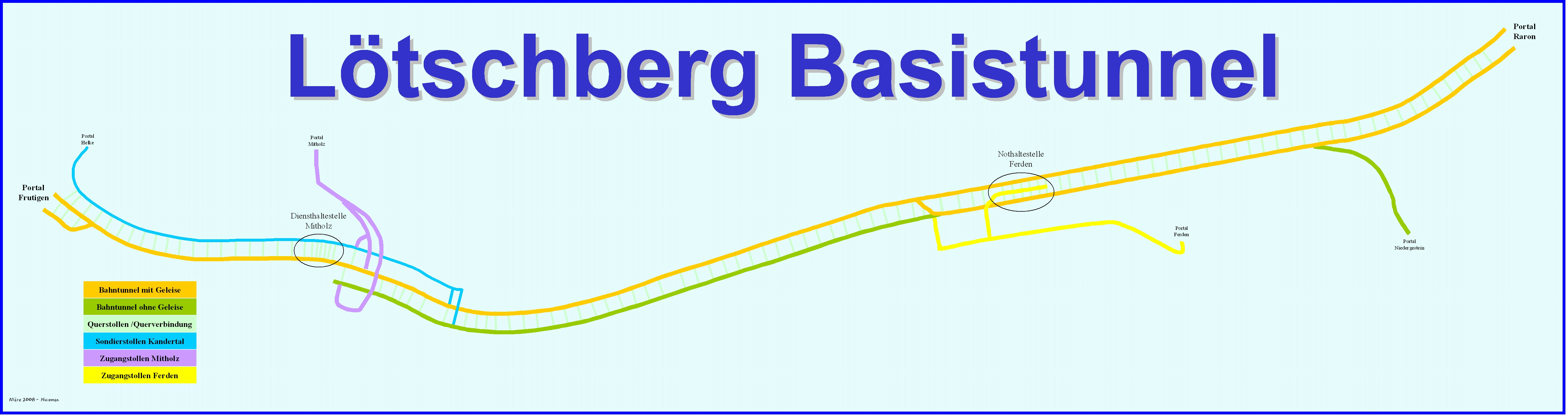
2005: Der Lötschbergbasistunnel

- 2005: Der 34,6 km lange Lötschberg-Basistunnel als Teil der Neue Eisenbahn-Alpentransversale (NEAT) wird durchbrochen. Er ist zu diesem Zeitpunkt der drittlängste Tunnel der Welt.

### Wissenschaft und Technik
- 1611: Miguel de Benavidez, der spätere Erzbischof von Manila, eröffnet das Colegio de Nuestra Señora del Santisimo Rosario, die spätere katholische University of Santo Tomas in Manila. Sie ist Asiens erste Universität.
- 1798: Nachdem sich die Professorenschaft unter Rektor Ferdinand Franz Wallraf unter Hinweis auf die Unabhängigkeit der Universität geweigert hat, den Eid auf die französische Republik zu leisten, wird im französisch besetzten Köln die 1388 errichtete Universität geschlossen und stattdessen die Zentralschule Université de Cologne eröffnet. Die Wiedergründung der Universität zu Köln wird erst 1919 erfolgen.
- 1908: Hector Hodler gründet die Universala Esperanto-Asocio, die sich im Laufe ihrer Geschichte zur größten Organisation der Esperanto-Sprecher entwickelt.

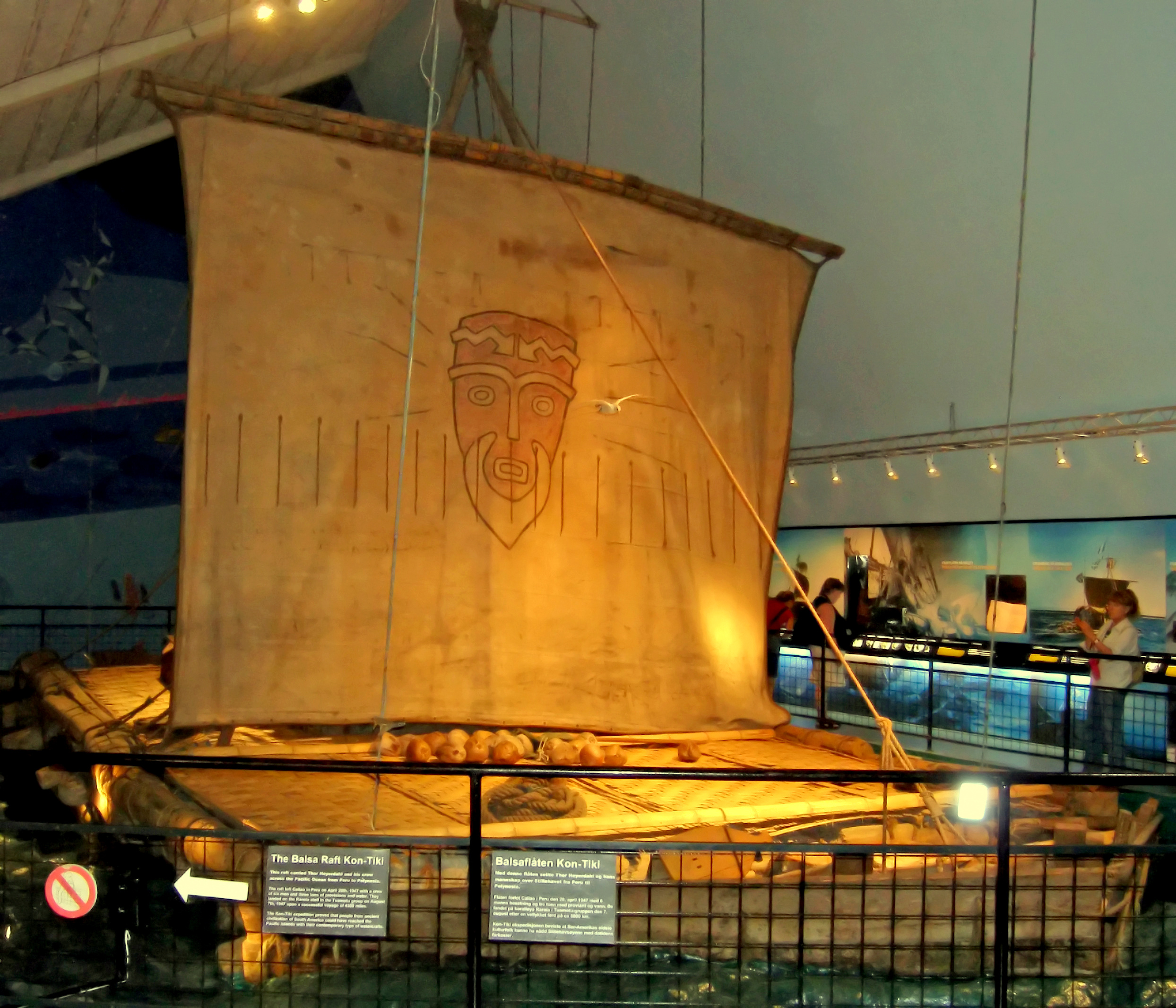
1947: Kon-Tiki (im Kon-Tiki-Museum)

- 1947: Thor Heyerdahl und fünf Crewmitglieder brechen mit dem aus Balsabaumstämmen gefertigten Floß Kon-Tiki vom peruanischen Hafen Callao aus nach Polynesien auf. Heyerdahl will klären, ob eine Besiedlung der Inseln aus Südamerika auf diese Weise möglich gewesen ist.

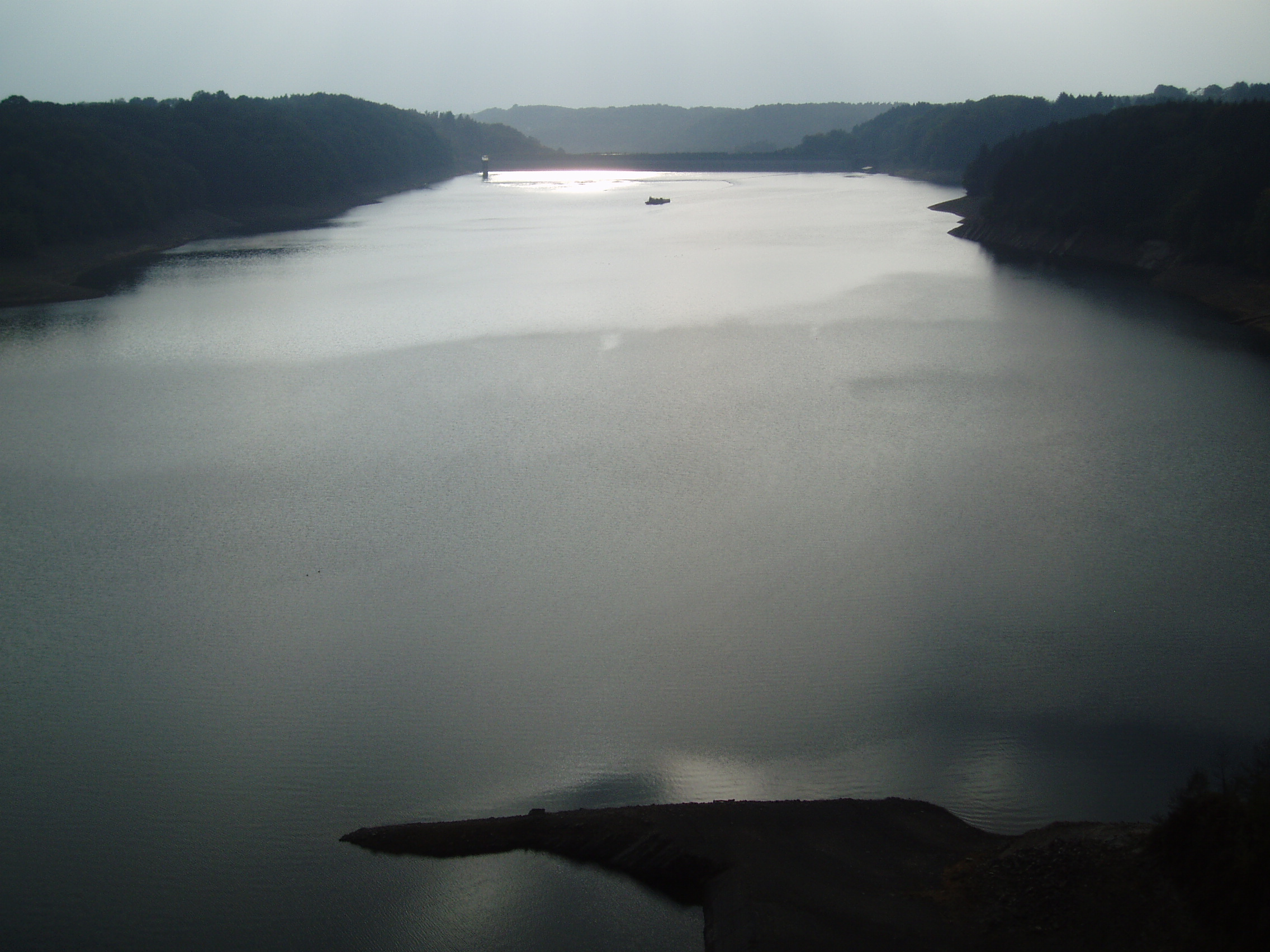
1958: Wahnbachtalsperre

- 1958: Die der Trinkwasserversorgung dienende Wahnbachtalsperre wird vom nordrhein-westfälischen Ministerpräsidenten Fritz Steinhoff in Betrieb genommen.
- 2001: Von Baikonur aus startet die Mission Sojus TM-32 zur Internationalen Raumstation (ISS). Mit an Bord ist neben Kommandant Talghat Mussabajew und Bordingenieur Juri Michailowitsch Baturin auch der US-amerikanische Multimillionär Dennis Tito, der erste Weltraumtourist.

### Kultur

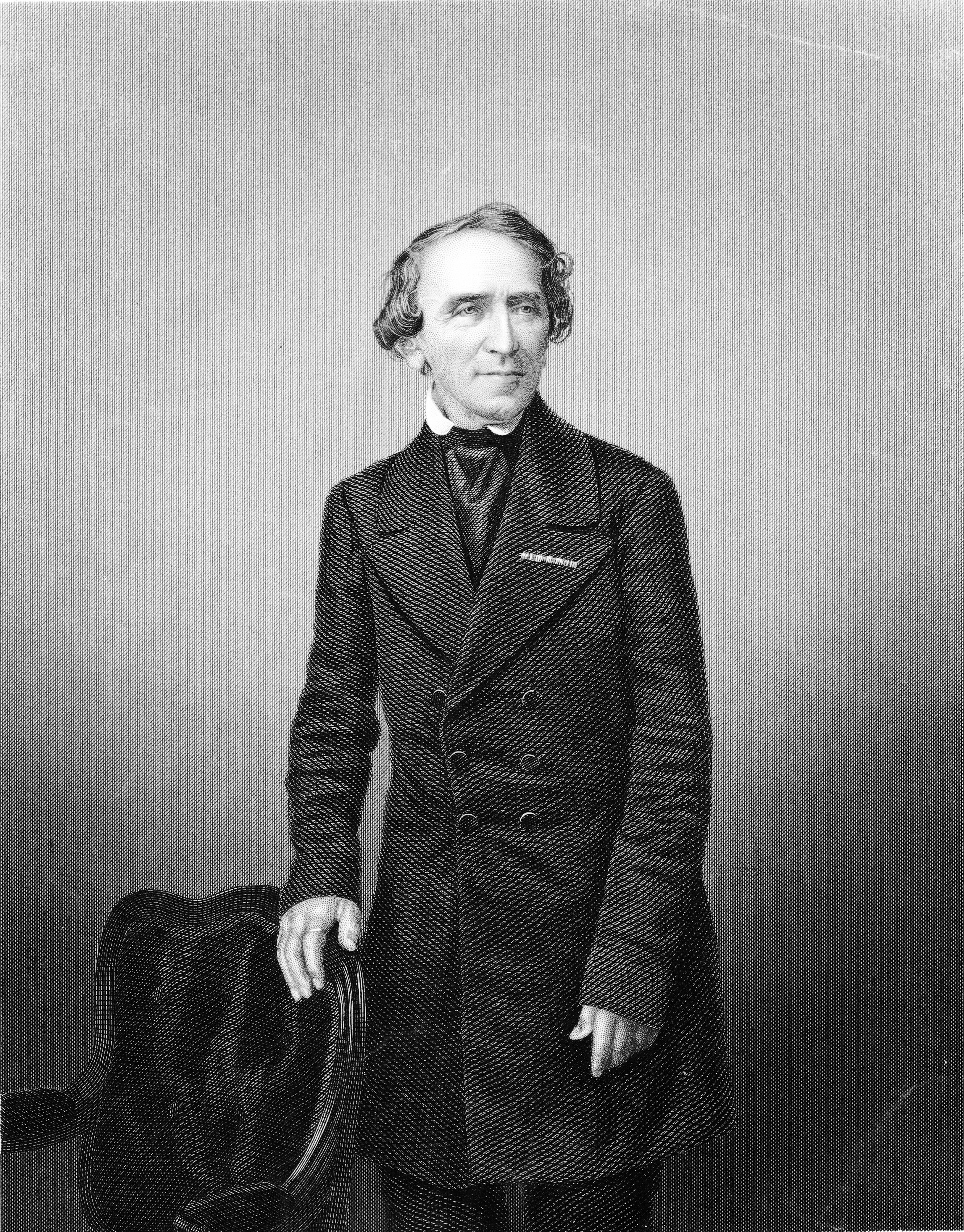
1865: Giacomo Meyerbeer

- 1865: Die Uraufführung der Großen Oper L’Africaine (Die Afrikanerin) von Giacomo Meyerbeer findet an der Pariser Oper statt. Sowohl der Komponist als auch der Librettist Eugène Scribe sind beim triumphalen Erfolg der Oper bereits verstorben.
- 1892: Die Sinfonische Dichtung Kullervo von Jean Sibelius wird in Helsinki uraufgeführt.
- 1920: An der Staatsoper in Dresden wird die heitere Oper Schirin und Gertraude von Paul Graener mit dem Libretto von Ernst Hardt uraufgeführt.

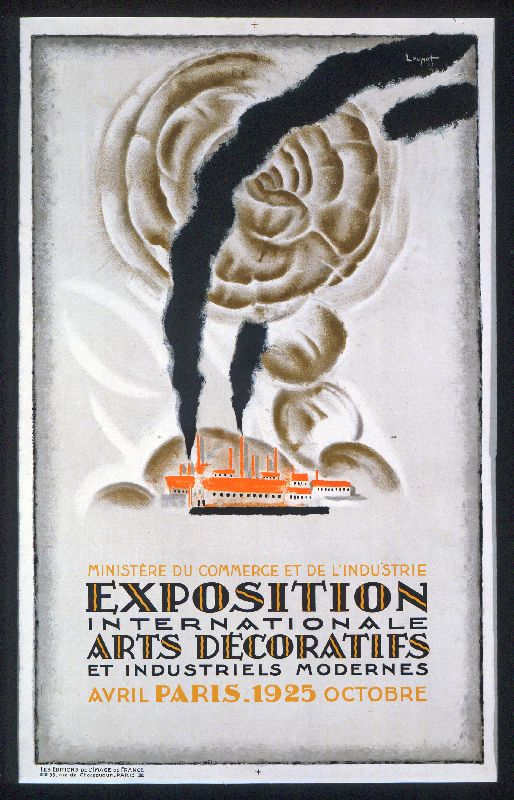
Plakat der Expo 1925

- 1925: In Paris wird die Exposition internationale des Arts Décoratifs et industriels modernes eröffnet, die namensgebend für die Kunstbewegung Art déco wird.
- 1937: Benito Mussolini weiht in Rom die Filmstadt Cinecittà ein.
- 1990: Nach 6.237 Vorstellungen wird die Aufführungsserie des Musicals A Chorus Line am Broadway beendet. Es ist damit zu diesem Zeitpunkt das am längsten gelaufene Broadway-Musical aller Zeiten.

### Gesellschaft
- 1950: In Bangkok heiraten Sirikit und Bhumibol Adulyadej, der wenige Tage später zum König von Thailand gekrönt wird.
- 1956: Unter dem Motto Ferienplätze für Berliner Kinder strahlt die ARD erstmals eine Ziehung der Fernsehlotterie aus.
- 1996: Martin Bryant begeht auf der australischen Insel Tasmanien, vorwiegend in Port Arthur, einen Amoklauf, der 35 Menschen das Leben kostet und 21 Verletzte fordert. Der geistig beeinträchtigte Täter wird später zu einer 35-fachen lebenslänglichen Haftstrafe verurteilt.

### Religion
- 1220: Der Grundstein für die Kathedrale von Salisbury wird gelegt.
- 1253: Gemäß der Überlieferung rezitiert der japanische Mönch Nichiren erstmals das Mantra Namu Myōhō Renge Kyō und legt damit den Grundstein für den Nichiren-Buddhismus.

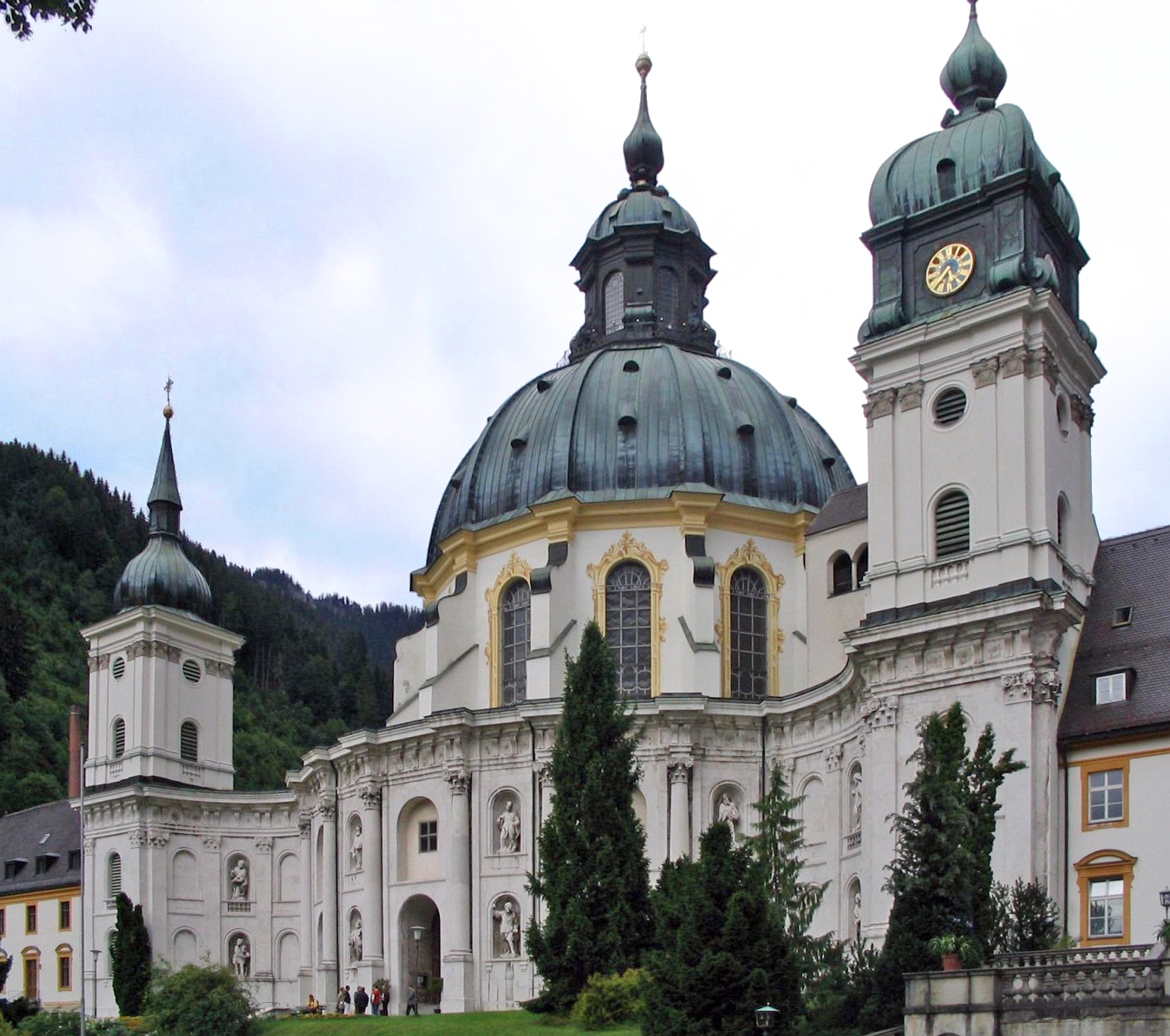
1330: Kloster Ettal (Bild von 2004)

- 1330: Das Kloster Ettal wird am Tag des Heiligen Vitalis von Kaiser Ludwig IV. als Teil eines Gelöbnisses gegründet. Zum Gründungsgelübde gehört auch der Ausbau des Verkehrsweges nach Süden und die Erschließung der Gegend.
- 1528: Nach einer Disputation zwischen Theologen der Reformation und der Katholischen Kirche wendet sich der Rat der Stadt Hamburg der Reformation zu. Die neue von Johannes Bugenhagen ausgearbeitete Hamburger Kirchenordnung tritt bereits im Mai in Kraft.
- 1738: In der päpstlichen Bulle In eminenti apostolatus specula rechnet Clemens XII. mit der Freimaurerei ab und spricht ein Verbot aus.
- 1878: In seiner zweiten Enzyklika Quod apostolici muneris wendet sich Papst Leo XIII. scharf gegen den Sozialismus und bezeichnet ihn als „barbarisch“.

1885: Internationale Buddhistische Flagge

- 1885: In Ceylon wird der Vesakh-Tag erstmals als Feiertag begangen – dies gilt als Beginn der Renaissance des Buddhismus. Erstmals wird auch die Internationale Buddhistische Flagge gehisst, die in der Folge zu einem der Symbole des Weltbuddhismus werden wird.
- 1994: Die evangelische Pfarrerin Gertraud Knoll wird im Burgenland zur ersten Superintendentin in Österreich gewählt.

### Katastrophen
- 1903: Ein Erdbeben der Stärke 6,3 in der Türkei fordert ca. 2.200 Tote.

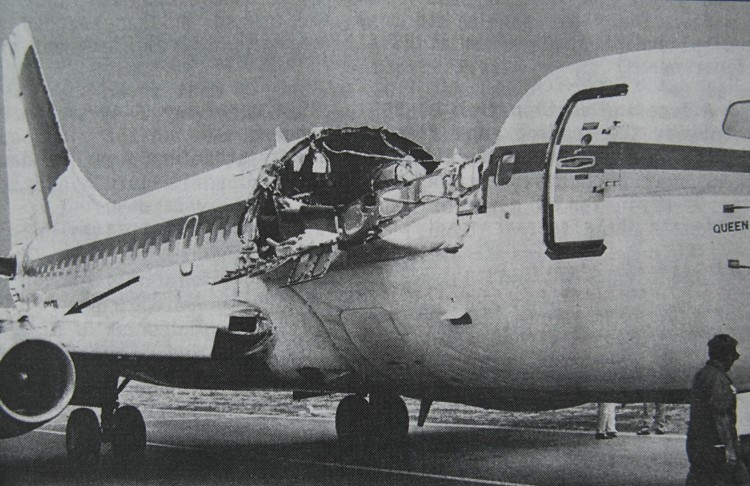
1988: Flug 243 nach der Landung

- 1988: Beim Aloha-Airlines-Flug 243 von Hilo nach Honolulu auf Hawaii bricht ein Stück des oberen Rumpfes heraus. Durch die Dekompression des Kabinenraumes wird die Flugbegleiterin Clarabelle Lansing aus dem Flugzeug gesaugt. Trotz der schweren Beschädigungen der Boeing 737-200 können Pilot Robert Schornstheimer und Copilotin Madeline Tompkins das Flugzeug sicher am Flughafen Kahului auf Maui landen.

Kleinere Unglücksfälle sind in den Unterartikeln von Katastrophe und in der Liste von Katastrophen aufgeführt.

### Sport
- 1877: Das Stadion Stamford Bridge im Londoner Stadtteil Fulham wird als Leichtathletikstadion offiziell eröffnet.

1902: Manchester United

- 1902: Der Fußballclub Manchester United entsteht durch Umbenennung, nachdem einige Geschäftsleute um den neuen Clubpräsidenten John Henry Davies durch eine Finanzspritze den Bankrott des bestehenden Newton Heath F. C. abwenden.
- 1921: Im Titelkampf um die Weltmeisterschaft im Schach zwischen dem Deutschen Emanuel Lasker und dem Kubaner José Raúl Capablanca in Havanna gibt Lasker, Titelträger seit 1894, nach 4 Niederlagen und 10 Unentschieden auf.
- 1923: Das Wembley-Stadion in London wird mit dem Cupfinale zwischen West Ham United und den Bolton Wanderers eröffnet.
- 1957: In der DDR wird der Deutsche Turn- und Sportbund (DTSB) gegründet. Er löst damit den Deutschen Sportausschuß ab.
- 1995: In Nordkorea beginnt das zweitägige Wrestlingevent „Collision in Korea“.
- 2005: Der Deutsche Fußball-Bund verabschiedet nach dem Wettskandal 2005 ein Wettverbot für Fußballspieler, Fußballfunktionäre und Fußballschiedsrichter. Gleichzeitig wird der Schiedsrichter Robert Hoyzer, der den Skandal ausgelöst hat, lebenslang gesperrt.
- 2007: Australien gewinnt den neunten Cricket World Cup, indem es im Finale Sri Lanka mit 53 Runs (DL-Method) besiegt.

Einträge von Leichtathletik-Weltrekorden befinden sich unter der jeweiligen Disziplin unter Leichtathletik.

## Geboren

### Vor dem 18. Jahrhundert
- 0032: Otho, römischer Kaiser

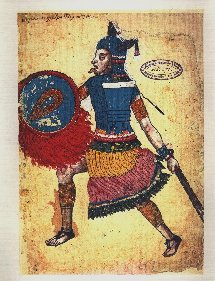
Nezahualcóyotl (* 1402)

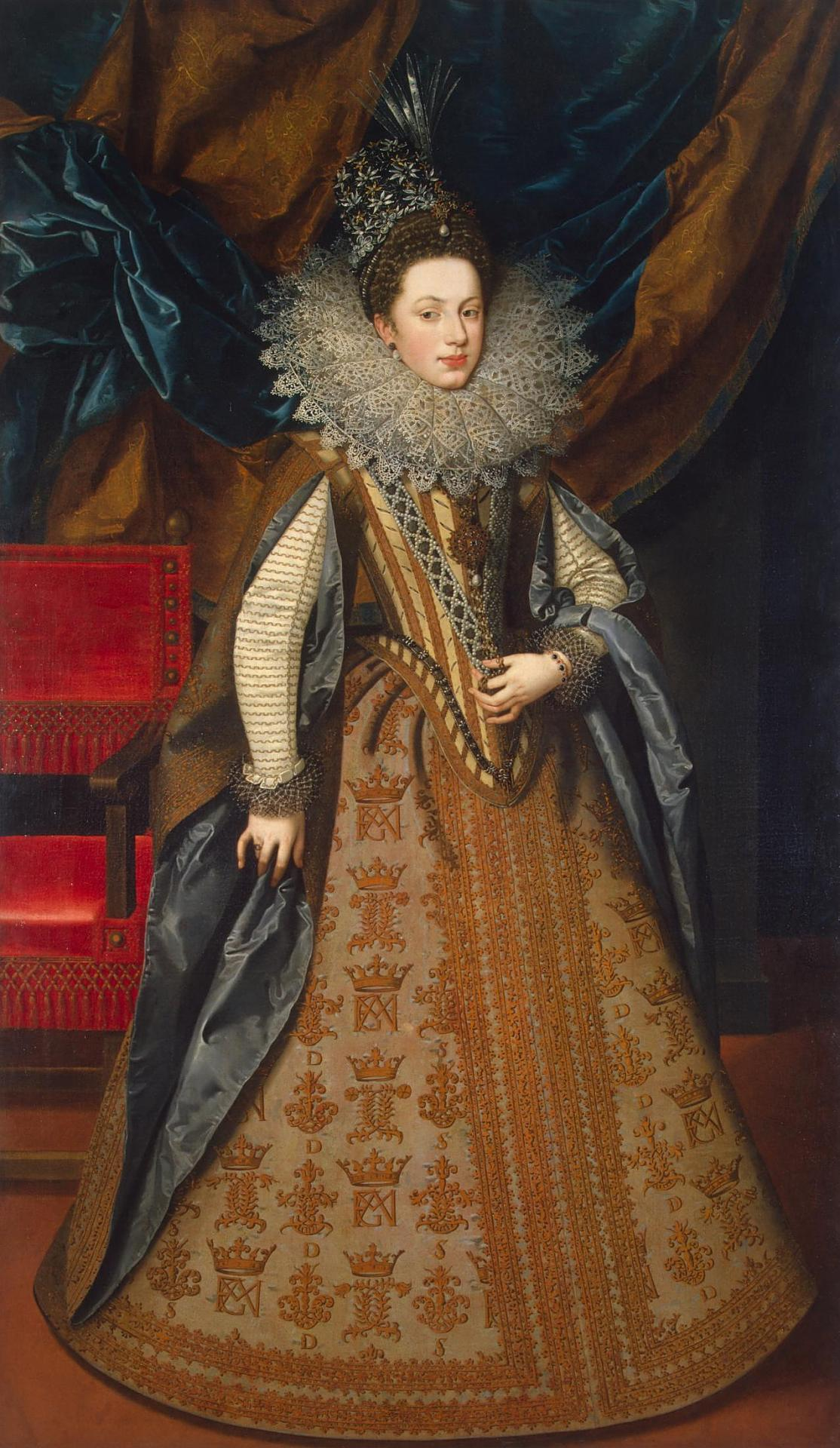
Margarete von Savoyen (* 1589)

- 1402: Nezahualcóyotl, Herrscher im präkolumbischen Mesoamerika
- 1442: Eduard IV., englischer König
- 1545: Yi Sun-sin, koreanischer Militärführer und Admiral
- 1549: Christoph Popel von Lobkowitz, böhmischer Politiker und Diplomat
- 1555: Karl Friedrich von Jülich-Kleve-Berg, Erbprinz der Herzogtümer Jülich, Kleve und Berg
- 1566: Joachim Zehner, Geistlicher und Superintendent in Schleusingen
- 1570: Ludolf von Münchhausen, deutscher adliger Gutsbesitzer, Privatgelehrter und Bibliothekar mit einer der größten Bibliotheken seiner Zeit
- 1573: Charles de Valois, Herzog von Auvergne und Angoulême
- 1589: Margarete von Savoyen, Herzogin von Mantua und Montferrat, spanische Vizekönigin von Portugal
- 1604: Wolfgang Conrad von Thumbshirn, deutscher Politiker, Mitunterzeichner des Westfälischen Friedens
- 1612: Odoardo I. Farnese, Herzog von Parma
- 1618: Dietrich von Ahlefeldt, Amtmann zu Schwabstedt, Herr auf Osterrade und Kluvensiek und Klosterpropst zu Uetersen
- 1618: Friedrich von Ahlefeldt, deutscher Adliger, Diplomat, Landrat und Klosterprobst zu Uetersen
- 1652: Magdalena Sibylla von Hessen-Darmstadt, Regentin des Herzogtums Württemberg und Kirchenlieddichterin
- 1662: Aurora von Königsmarck, deutsche Adelige und Dichterin, Mätresse Augusts des Starken
- 1673: Claude Gillot, französischer Maler
- 1686: Michael Brokoff, deutscher Bildhauer des Barock
- 1697: Karl Josef Batthyány, österreichischer General und Feldmarschall

### 18. Jahrhundert
- 1701: Françoise Basseporte, französische Malerin
- 1702: Karl Maximilian von Dietrichstein, österreichischer Staatsmann
- 1708: Johann Rudolph Engau, deutscher Rechtswissenschaftler
- 1726: Jean François Clément Morand, französischer Chemiker, Mineraloge und Mediziner
- 1731: William Williams, Delegierter von Connecticut im Kontinentalkongress
- 1733: Wilhelm Ferdinand Lipper, deutscher Architekt
- 1735: Johann Walleshauser, deutscher Opernsänger
- 1742: Urban Bruun Aaskow, dänischer Mediziner

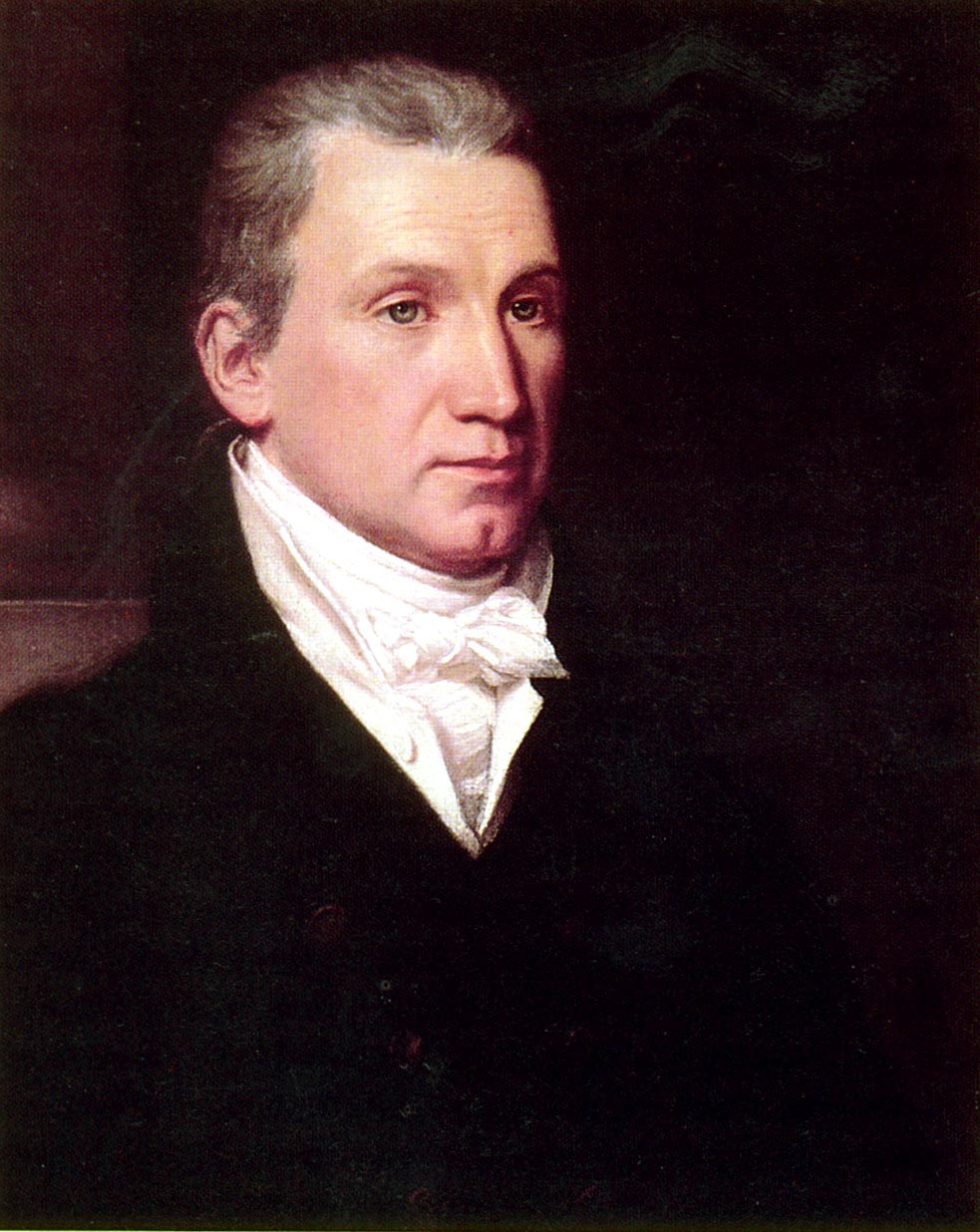
James Monroe (* 1758)

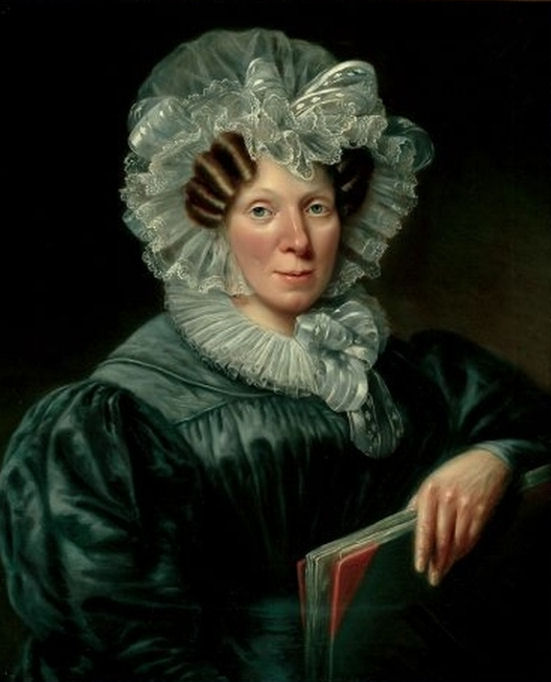
Maria Geertruida Snabilie (* 1776)

- 1742: Henry Dundas, 1. Viscount Melville, schottischer Staatsmann und Jurist
- 1748: Franz Moritz Bachmann, deutscher Jurist und Rektor der alten Universität Erfurt
- 1749: Franz Louis Ernst Carl von Ziegesar, deutscher Oberjägermeister
- 1752: Matsumura Goshun, japanischer Maler der Edo-Zeit und Begründer der Shijō-Schule
- 1753: Franz Carl Achard, deutscher Chemiker, Erfinder der Zuckerfabrikation aus Zuckerrüben
- 1757: Claus Schall, dänischer Komponist
- 1758: James Monroe, US-amerikanischer Politiker, fünfter US-Präsident
- 1761: Jacques Villeré, US-amerikanischer Politiker
- 1762: Johann Melchior Mohr, Schweizer Politiker
- 1765: Sylvestre Lacroix, französischer Mathematiker
- 1773: Robert Woodhouse, britischer Professor der Mathematik
- 1774: Francis Baily, britischer Astronom
- 1776ː Maria Geertruida Snabilie, niederländische Malerin
- 1785: Prosper Ludwig, Herzog von Arenberg, Aarschot und Meppen, Fürst von Recklinghausen, Graf von der Marck
- 1786: Jean-Bernard Kaupert, Schweizer Musikpädagoge und Komponist
- 1788: Charles Robert Cockerell, britischer Architekt und Archäologe
- 1795: Charles Sturt, britischer Kapitän und Entdecker
- 1796: Johann Nepomuk Zwerger, deutscher Bildhauer
- 1800: Friederike Serre, deutsche Mäzenin und Gastgeberin
- 1800ː Caroline Steiger, deutsche Schauspielerin

### 19. Jahrhundert

#### 1801–1850
- 1801: Anthony Ashley-Cooper, britischen Politiker
- 1805: Henri-Auguste Barbier, französischer Schriftsteller

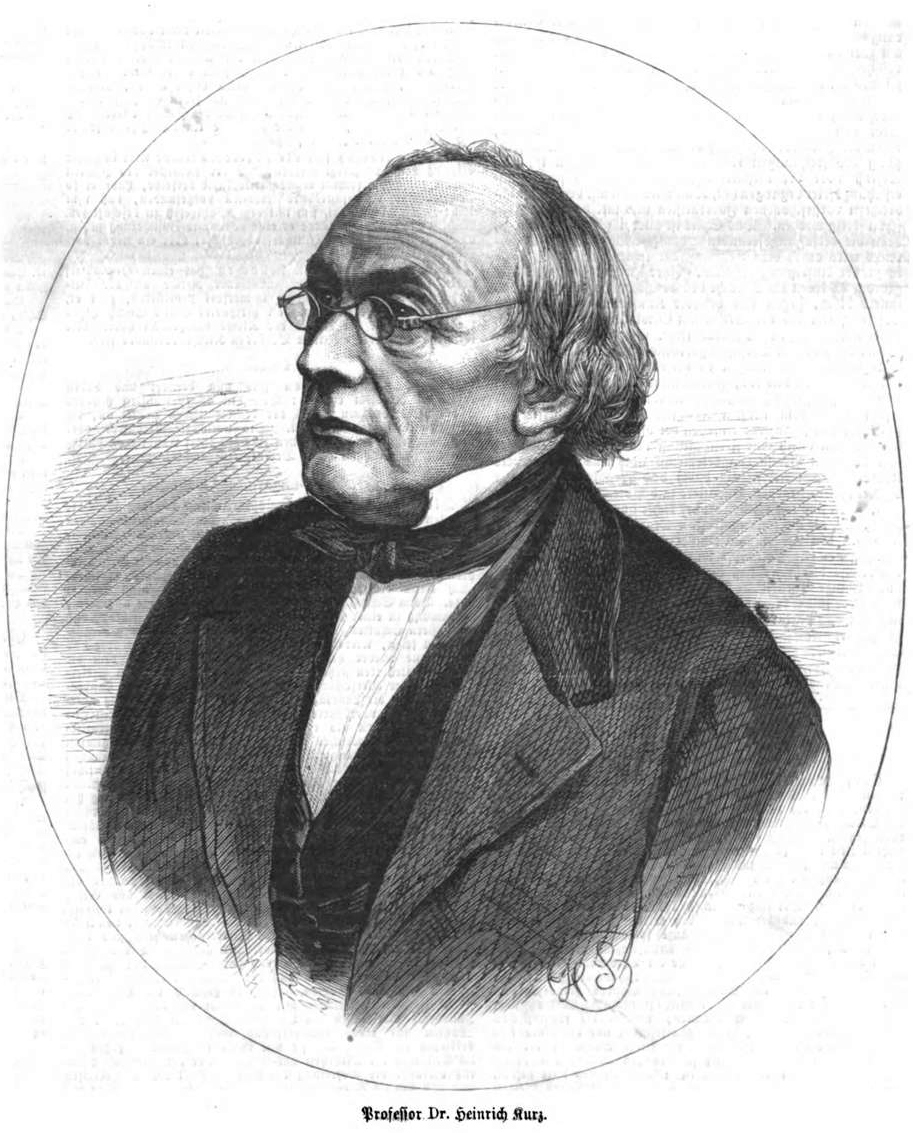
Heinrich Kurz (* 1805)

- 1805: Heinrich Kurz, deutscher Literaturhistoriker
- 1808: Johann Georg Kohl, deutscher Reiseschriftsteller, Geograph und Historiker
- 1809: Shimazu Nariakira, Daimyo der Provinz Satsuma
- 1815: Karl von Blaas, österreichischer Maler
- 1819: Ezra Abbot, US-amerikanischer Theologe, Bibelkritiker und Hochschullehrer
- 1819: Ferdinand Henry, leitender preußischer Militärbeamter
- 1826: Christian Roos, deutscher römisch-katholischer Bischof
- 1828: François Lamorinière, belgischer Maler
- 1830: Jakob Friedrich Wanner, deutsch-schweizerischer Architekt
- 1831: Peter Guthrie Tait, schottischer Physiker

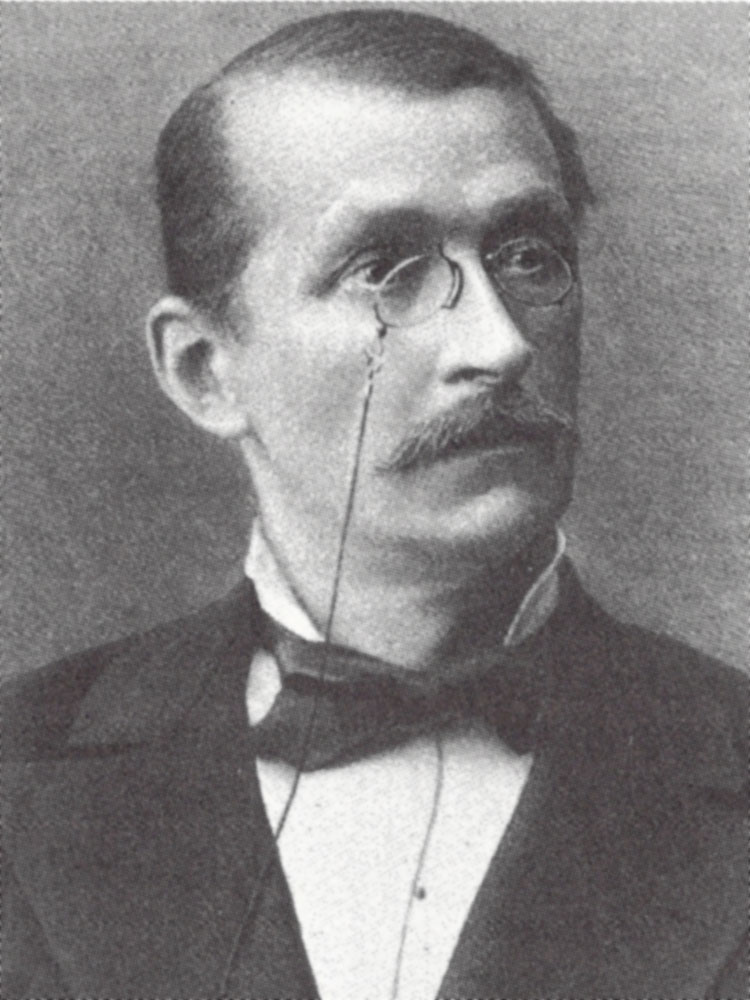
Louis Ruchonnet (* 1834)

- 1834: Louis Ruchonnet, Schweizer Politiker
- 1835: Marie Souvestre, französische Menschenrechtsaktivistin
- 1838: Tobias Asser, niederländischer Jurist und Politiker
- 1840: Caroline Shawk Brooks, US-amerikanische Bildhauerin
- 1841: Carl Göring, deutscher Philosoph und Schachspieler
- 1842: Gaston d’Orléans, comte d’Eu, Prinz aus dem Hause Orléans und brasilianischer Marschall
- 1846: Oskar Backlund, schwedisch-russischer Astronom
- 1846: Frank Hatton, US-amerikanischer Politiker
- 1848: Ludvig Schytte, dänischer Komponist

#### 1851–1900
- 1854: Hertha Marks Ayrton, englische Mathematikerin, Elektroingenieurin und Erfinderin
- 1863: Alfredo de Oro, kubanischer Billardspieler, Weltmeister
- 1864: August Conrady, deutscher Sinologe
- 1864: Heinrich Schrohe, deutscher Gymnasiallehrer und Historiker
- 1868: Émile Barnard, französischer Maler, Grafiker, Kunsttheoretiker und Romanautor
- 1868: Hermann Lietz, deutscher Reformpädagoge
- 1868: Georgi Feodosjewitsch Woronoi, russischer Mathematiker
- 1869: Bertram Goodhue, US-amerikanischer Architekt und Illustrator
- 1870: Jules Blangenois, belgischer Komponist und Dirigent
- 1870: Hermann Suter, Schweizer Komponist und Chordirigent
- 1871ː Amelie Ruths, deutsche Malerin
- 1873: Fritz Körner, deutscher Kaufmann und Mundartdichter des Erzgebirges

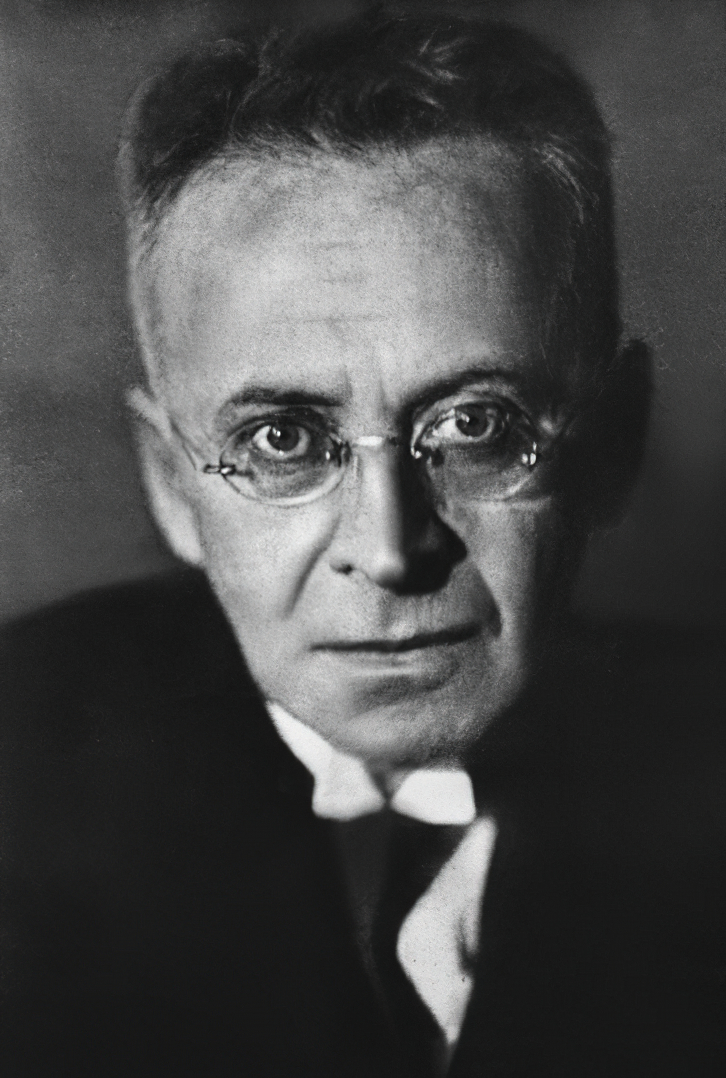
Karl Kraus (* 1874)

- 1874: Karl Kraus, österreichischer Schriftsteller
- 1876: Nicola Romeo, italienischer Ingenieur und Unternehmer
- 1877: Karl Indermühle, Schweizer Architekt
- 1877: Ferdinand Stanislaus Pawlikowski, österreichischer Geistlicher, Fürstbischof von Seckau
- 1878: Lionel Barrymore, US-amerikanischer Schauspieler und Regisseur
- 1879: Maria Almeda Schricker deutsche Ordensschwester
- 1883: Etta Federn-Kohlhaas, österreichische Schriftstellerin
- 1884: Hubert Giertz, deutscher Priester und Offizial im Erzbistum Köln
- 1884: Lis Goebel, deutsche Malerin
- 1884: Emil Ruh, Schweizer Komponist und Dirigent
- 1886: Erich Salomon, deutscher Fotograf
- 1889: Kurita Takeo, japanischer Marineoffizier
- 1889: António de Oliveira Salazar, portugiesischer Politiker, Minister, diktatorisch regierender Minister- und Staatspräsident (Estado Novo)
- 1891: Camille Bloch, Schweizer Schokoladefabrikant
- 1891: Antonio Drapier, französischer Geistlicher, apostolischer Delegat für den Irak und Indochina
- 1891: Karl-Adolf Hollidt, deutscher General, Kriegsverbrecher
- 1891: Friedrich Weißler, deutscher Jurist
- 1892: Ernst Aeppli, Schweizer Psychoanalytiker
- 1893: Paul Weber, deutscher Obstbauer, Politiker, Prähistoriker und Kunstsammler
- 1894: Teodor Regedziński, polnischer Schachspieler
- 1894: Hans Voß, deutscher Marineoffizier
- 1895: Werner Bartz, deutscher Luftwaffenoffizier und -analytiker
- 1896: George E. Lee, US-amerikanischer Sänger, Bandleader, Entertainer und Saxophonist
- 1896: Gérard Ernest Schneider, Schweizer Maler
- 1897: Ye Jianying, chinesischer Feldmarschall und Politiker, Staatspräsident
- 1898: Grantley Herbert Adams, barbadischer Politiker, Premierminister

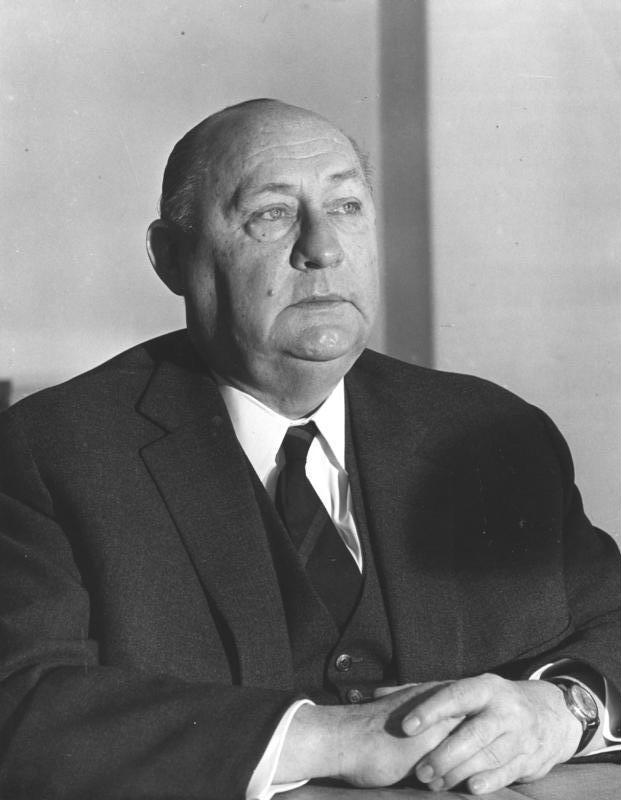
Ernst Lemmer (* 1898)

- 1898: Ernst Lemmer, deutscher Politiker, MdB
- 1900: Salomon Abas, niederländischer Violinist, Dirigent und Komponist
- 1900: Bruno Apitz, deutscher Schriftsteller (Nackt unter Wölfen)
- 1900: Germaine Cernay, französische Mezzosopranistin
- 1900: Heinrich Müller, deutscher Polizeibeamter und SS-Angehöriger, Chef der Gestapo
- 1900: Kurt Oberdorffer, sudetendeutscher Historiker und Archivar
- 1900: Jan Hendrik Oort, niederländischer Astronom
- 1900: Maurice Thorez, französischer Politiker

### 20. Jahrhundert

#### 1901–1925
- 1901: Weaver W. Adams, US-amerikanischer Schachspieler und -autor
- 1901: Ernst Roth, deutscher Politiker, MdR, MdB
- 1902: Gustav Kurt Beck, österreichischer Maler
- 1902: Alexandre Kojève, russisch-französischer Philosoph
- 1902: Alfred Rieche, deutscher Chemiker und Hochschullehrer
- 1902: Raffaele Scorzoni, italienischer Fußballschiedsrichter und -funktionär
- 1904: Irene Ambrus, ungarische Sängerin und Schauspielerin
- 1904: Willi Kollo, deutscher Komponist und Autor
- 1904ː Elisabeth Schumacher, deutsche Widerstandskämpferin, Opfer des Nationalsozialismus
- 1906: Anthony Accardo, US-amerikanischer Mobster
- 1906: Nikolai Alexandrowitsch Astrow, russischer Ingenieur
- 1906: Kurt Gödel, österreichisch-tschechischer Mathematiker und Logiker
- 1906: Paul Sacher, Schweizer Dirigent und Mäzen

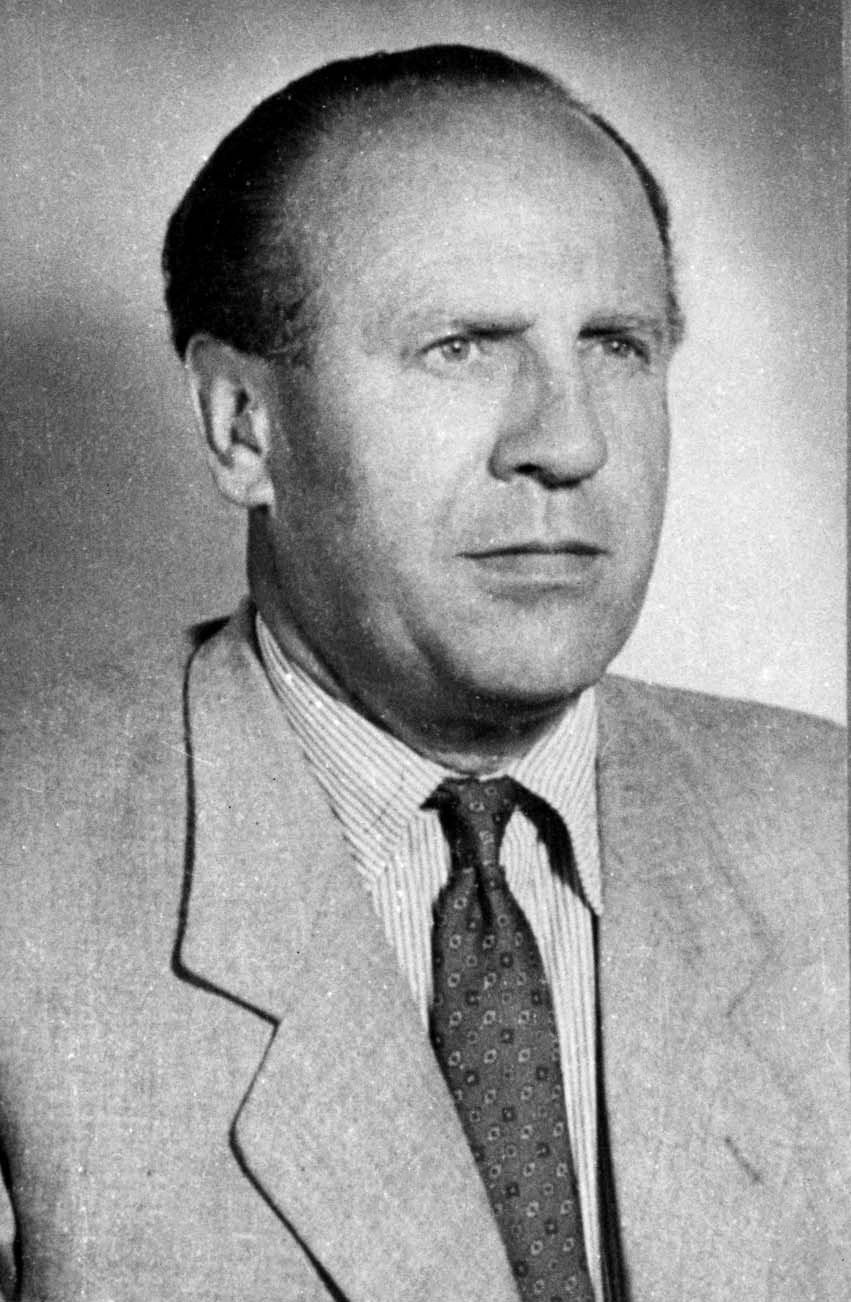
Oskar Schindler (* 1908)

- 1908: Oskar Schindler, deutschmährischer Unternehmer, Gerechter unter den Völkern
- 1911: Mario Bauzá, kubanischer Jazzmusiker
- 1911: Nicolás Casimiro, dominikanischer Sänger
- 1912: József Sir, ungarischer Leichtathlet
- 1913: Reginald Cotterell Butler, britischer Bildhauer
- 1913: Ludwig Eckes, deutscher Unternehmer
- 1914: Mary Fergusson, britische Bauingenieurin
- 1916: Hildegard Grube-Loy, deutsche Aquarellmalerin
- 1916: Ferruccio Lamborghini, italienischer Ingenieur, Unternehmer, Winzer und Automobilkonstrukteur
- 1917: Robert Woodruff Anderson, US-amerikanischer Schriftsteller, Dramatiker und Drehbuchautor
- 1918: Karl-Eduard von Schnitzler, deutscher Journalist, Chefkommentator des DDR-Fernsehens und Moderator (Der schwarze Kanal)
- 1919: Werner Nefflen, Schweizer Fotograf
- 1921: Simin Dāneschwar, iranische Schriftstellerin
- 1921: Stana Tomašević, jugoslawische Partisanin, Politikerin und Diplomatin
- 1922: Robert Milson Appleby, britischer Paläontologe
- 1923ː Alice Hirsch, deutsche Arbeiterin und Widerstandskämpferin, Opfer der Shoa
- 1923: Horst-Eberhard Richter, deutscher Psychoanalytiker, Psychosomatiker und Sozialphilosoph
- 1923: Wolfgang Steffen, deutscher Komponist
- 1924: Kenneth Kaunda, sambischer Politiker, erster Premierminister und Staatspräsident
- 1925ː Elizabeth Carnegy, Baroness Carnegy of Lour, britische Landwirtin, Akademikerin und Politikerin (Conservative Party)
- 1925: Bruce Kirby, US-amerikanischer Schauspieler
- 1925: Otto Šimánek, tschechischer Schauspieler

#### 1926–1950
- 1926: Bhanu Athaiya, indische Kostümbildnerin
- 1926: Francis Burt, britisch-österreichischer Komponist
- 1926: Blossom Dearie, US-amerikanische Jazzsängerin

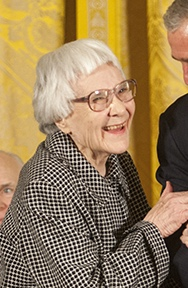
Harper Lee (* 1926)

- 1926: Harper Lee, US-amerikanische Autorin und Aktivistin
- 1928: Alberto Blancafort, spanischer Dirigent und Komponist
- 1928: Yves Klein, französischer Maler, Bildhauer und Performancekünstler
- 1928: Georges Kwaïter, syrischer Geistlicher, Erzbischof von Sidon
- 1928: Eugene Shoemaker, US-amerikanischer Astronom
- 1929: Hans Auras, deutscher Architekt
- 1929: Guy Duijck, belgischer Komponist, Professor und Dirigent
- 1930: Ljupčo Ajdinski, mazedonisch-jugoslawischer Sonderpädagoge und Politiker
- 1930: James Baker, US-amerikanischer Politiker, Stabschef des Weißen Hauses, Minister
- 1930: Winfried Köhler, deutscher Architekt
- 1931: Karl Foitek, österreichisch-schweizerischer Automobilrennfahrer
- 1932: Marek Kopelent, tschechischer Komponist
- 1932: Steven Staryk, kanadischer Geiger und Musikpädagoge

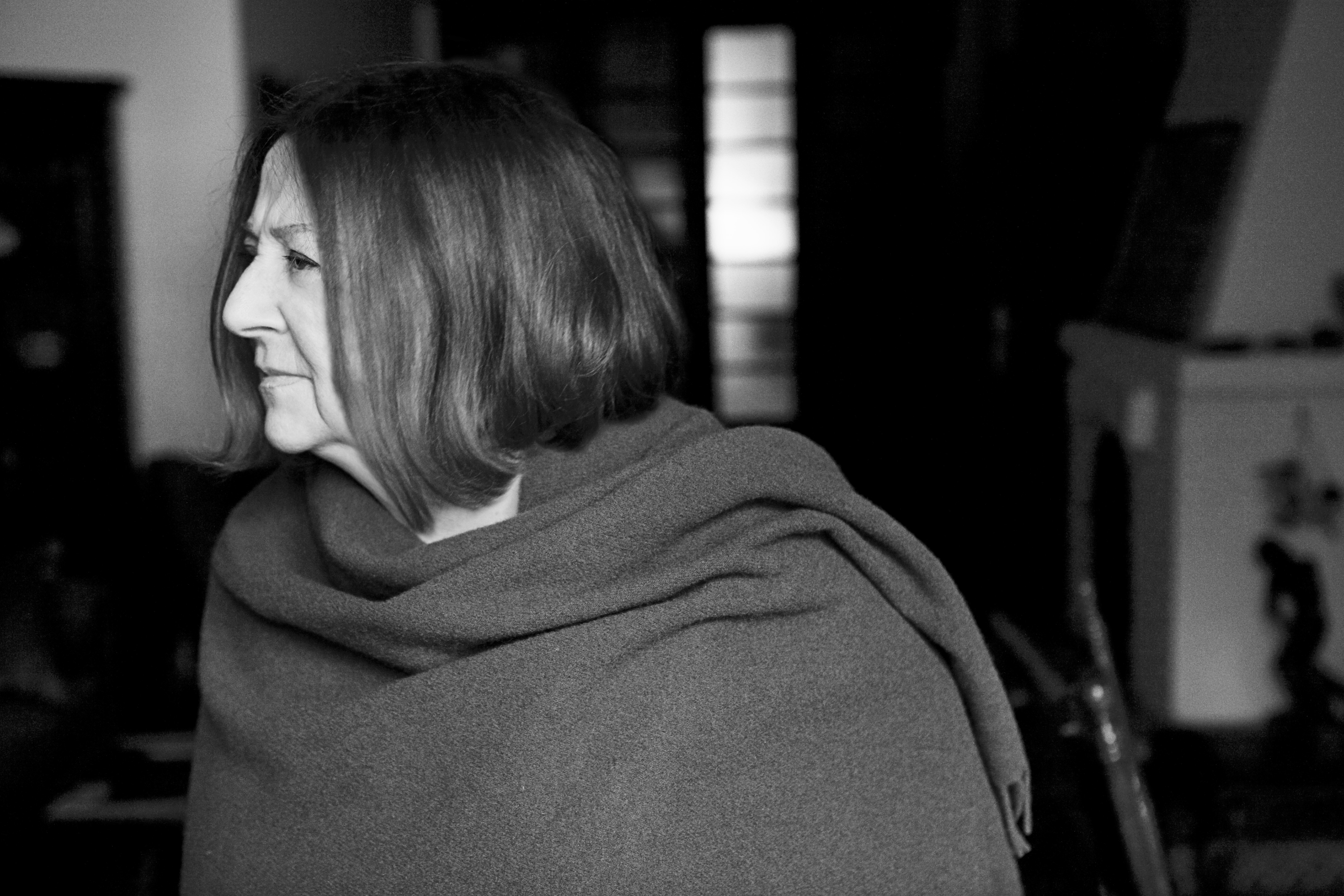
Wanda Warska (* 1932)

- 1932: Wanda Warska, polnische Jazz- und Chansonsängerin
- 1933: Helmut Sprunk, deutscher Ruderer
- 1933: Karl Heinz Wahren, deutscher Komponist und Pianist
- 1934: Max Amling, deutscher Politiker, MdB
- 1934: Lois Duncan, US-amerikanische Schriftstellerin
- 1934: Horst Hussel, deutscher Künstler und Schriftsteller
- 1935: Gennadi Tschetwerikow, sowjetischer bzw. belarussischer Schauspieler, Stuntman und Zirkusdarsteller
- 1937: Sigi Harreis, deutsche Journalistin und Moderatorin

Saddam Hussein (* 1937)

- 1937: Saddam Hussein, irakischer Politiker, diktatorischer Staatspräsident und Premierminister
- 1938: Gerlinde Locker, österreichische Bühnen-, Film- und Fernsehschauspielerin
- 1938: Renate Richter, deutsche Schauspielerin
- 1939: Burkhard Driest, deutscher Autor, Schauspieler, Regisseur und Produzent
- 1939: Zsigmond Szathmáry, ungarischer Organist und Pianist, Komponist und Dirigent
- 1940: Lothar Schämer, deutscher Fußballspieler
- 1941: Horst Adler, österreichischer Prähistoriker
- 1941: Irina Asmus, sowjetische Schauspielerin und Zirkusdarstellerin
- 1941: Peter Kaack, deutscher Fußballspieler
- 1941: Peter Kunter, deutscher Fußballspieler und Funktionär
- 1941: Ann-Margret, schwedisch-US-amerikanische Sängerin und Schauspielerin
- 1941: Barry Sharpless, US-amerikanischer Chemiker, Nobelpreisträger
- 1941: Philippe Vidal, französischer Automobilrennfahrer
- 1942: Guy Acolatse, togoischer Fußballspieler
- 1943: Jacques Dutronc, französischer Chansonnier und Schauspieler
- 1943: Bob Siebert, US-amerikanischer Komponist und Jazzmusiker
- 1944: Pieter Baas, niederländischer Botaniker
- 1944: Edgar Burkart, deutscher Fußballfunktionär
- 1944: Günter Verheugen, deutscher Politiker
- 1945: Heidrun Merk, deutsche Politikerin, MdL, mehrfache Landesministerin
- 1947: Christian Jacq, französischer Ägyptologe
- 1947: Nicola LeFanu, englische Komponistin und Musikpädagogin
- 1948: Egons Maisaks, sowjetischer bzw. lettischer Schauspieler

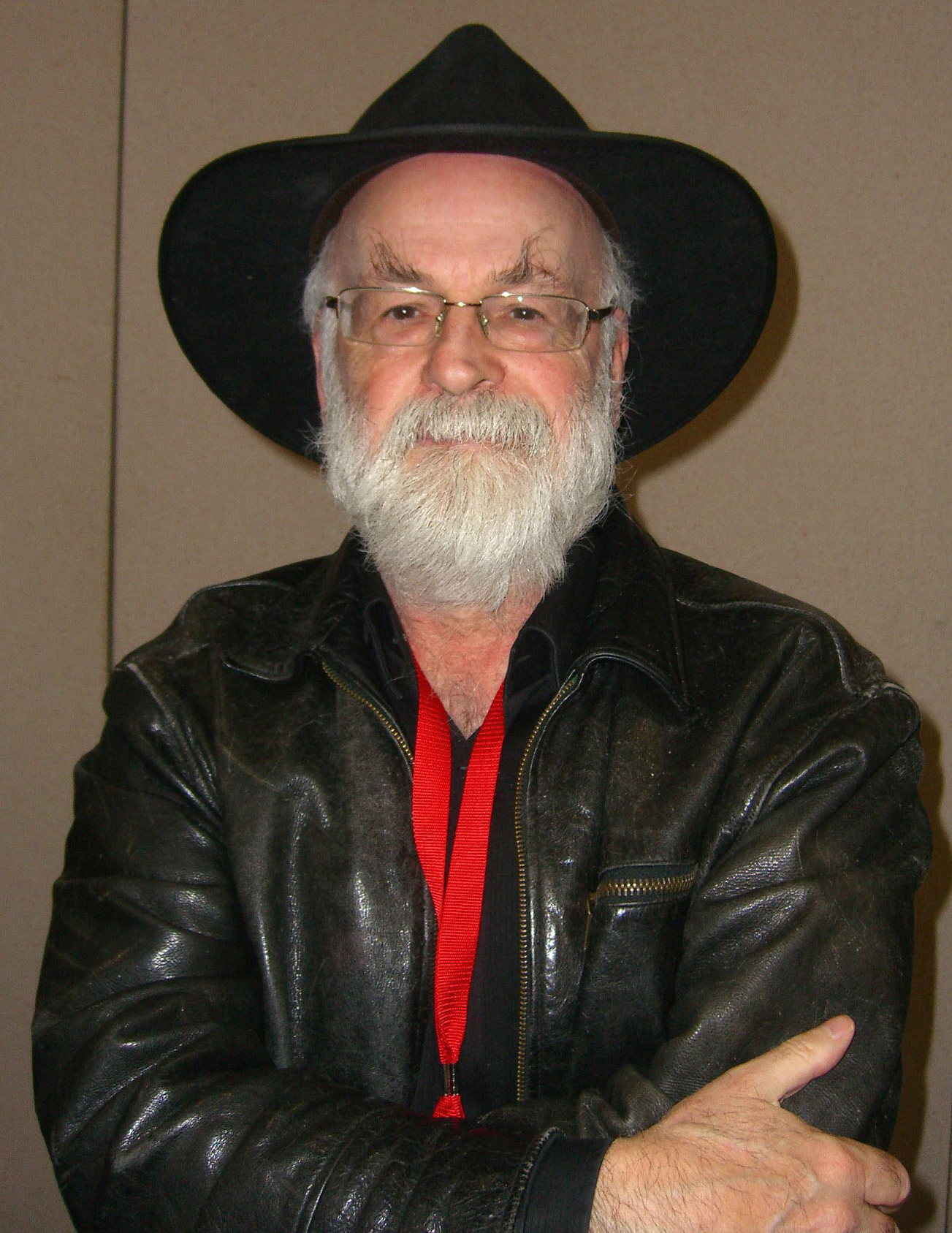
Terry Pratchett (* 1948)

- 1948: Terry Pratchett, britischer Schriftsteller
- 1949: Jerome Apt, US-amerikanischer Physiker und Astronaut
- 1949: Didier Bonnet, französischer Automobilrennfahrer und Rennwagenkonstrukteur
- 1949: Alan Chesney, neuseeländischer Hockeyspieler, Olympiasieger
- 1949: Paul Guilfoyle, US-amerikanischer Schauspieler
- 1949: Bruno Kirby, US-amerikanischer Schauspieler
- 1949: Christian Neureuther, deutscher Skirennläufer
- 1949: Peter Reber, Schweizer Liedermacher
- 1949: Rüdiger Schubert, deutscher Politiker, MdL
- 1950: Martin Asphaug, norwegischer Filmregisseur und Drehbuchautor
- 1950: Brian Brett, kanadischer Schriftsteller und Dichter
- 1950: Jay Leno, US-amerikanischer Showmaster
- 1950: Marie-Françoise Roy, französische Mathematikerin

#### 1951–1975
- 1951: Manfred Görtemaker, deutscher Historiker und Professor
- 1951: Axel Siefer, deutscher Schauspieler
- 1951: Willi Steul, deutscher Rundfunkmanager
- 1953: Roberto Bolaño, chilenischer Schriftsteller
- 1953: Kim Gordon, US-amerikanische Musikerin und Künstlerin
- 1954: Michael Daugherty, US-amerikanischer Komponist, Pianist und Musikpädagoge
- 1955: Eddie Jobson, britischer Rockmusiker und Komponist
- 1956: Jimmy Barnes, australischer Rockmusiker
- 1956: Thorsten Beck, deutscher Jurist

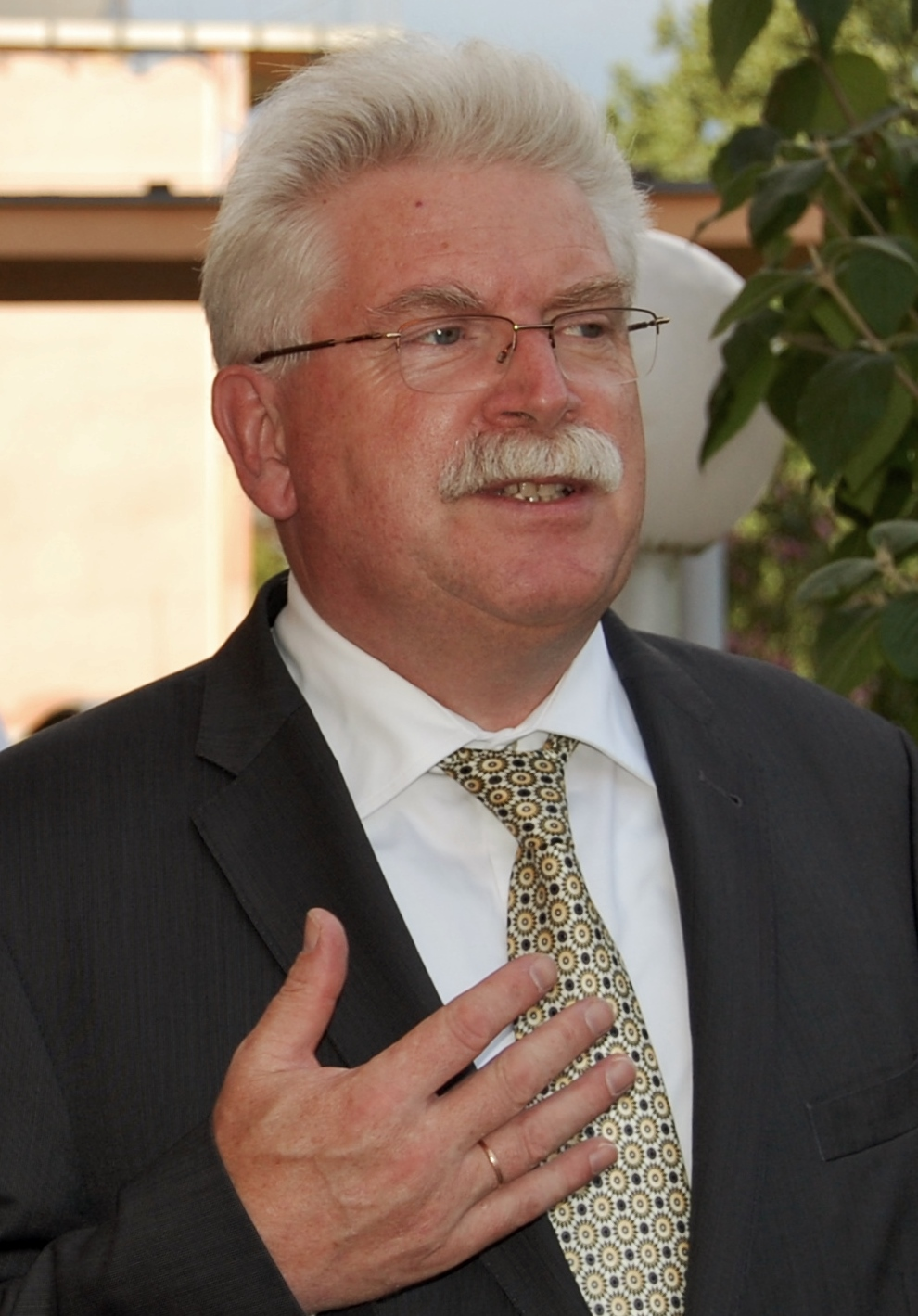
Martin Zeil (* 1956)

- 1956: Martin Zeil, deutscher Politiker
- 1957: Hans-Hermann Heidner, deutscher Jurist und Richter am Bundesfinanzhof
- 1957: Wilma Landkroon, niederländische Sängerin
- 1957: Thomas Madl, deutscher Politiker
- 1957: Magdolna Rokob, ungarische Filmeditorin
- 1957: Benny Schnier, deutscher Schlagersänger, Schauspieler und Moderator
- 1958: Doris De Agostini, Schweizer Skirennfahrerin
- 1958: Kenny MacAskill, britischer Politiker, Justizminister im schottischen Parlament
- 1958: François Jakubowski, französischer Unternehmer und Automobilrennfahrer
- 1958: Hal Sutton, US-amerikanischer Berufsgolfer
- 1959: Erhard Loretan, Schweizer Bergsteiger
- 1960: Rui Águas, portugiesischer Fußballspieler und -trainer
- 1960: Ian Rankin, britischer Krimischriftsteller
- 1960: Walter Zenga, italienischer Fußballspieler und -trainer
- 1961: Julia Jones, britische Dirigentin

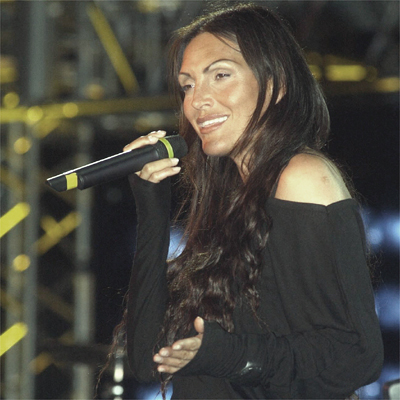
Anna Oxa (* 1961)

- 1961: Anna Oxa, italienische Sängerin
- 1963: Lloyd Eisler, kanadischer Eiskunstläufer
- 1963: Paul Nolte, deutscher Historiker
- 1964: Sergei Germanowitsch Afanassjew, russischer Mittelstreckenläufer
- 1964: Stephen Ames, kanadischer Golfer
- 1964: Tobias Bilz, deutscher Theologe
- 1964: Rolf Elberfeld, deutscher Philosoph und Übersetzer
- 1964: Ajay Kakkar, britischer Mediziner, Politiker, Life Peer und Professor
- 1964: Rolf Kemnitzer, deutscher Dramatiker und Regisseur
- 1964: Kirsten Lühmann, deutsche Politikerin und Polizeibeamtin
- 1964: Romas Mažeikis, litauischer Fußballspieler
- 1964: Reinhard Nowak, österreichischer Kabarettist und Schauspieler
- 1964: Bruce Özbek, deutscher Boxer und Kickboxer
- 1964: L’Wren Scott, US-amerikanische Modedesignerin und Model
- 1964: Urs Sonderegger, Schweizer Automobilrennfahrer
- 1965: Peter Heidt, deutscher Politiker
- 1965: Hanno Lentz, deutscher Kameramann
- 1965: Sam Newsome, US-amerikanischer Jazzsaxophonist
- 1966: Hartmut Rohde, deutscher Bratschist und Professor
- 1966: Too Short, US-amerikanischer Rapper
- 1967: Michel Andrieux, französischer Ruderer
- 1967: Dario Hübner, italienischer Fußballspieler
- 1967: Julia-Niharika Sen, deutsche Journalistin und Fernsehmoderatorin
- 1968: Friedrich Loschelder, deutscher Jurist
- 1969: Atha Athanasiadis, österreichischer Journalist
- 1969: Carl Rosenblad, schwedischer Automobilrennfahrer
- 1969: Peer Schmidt, deutscher Chemiker und Professor
- 1970: Diego Simeone, argentinischer Fußballspieler und -trainer
- 1971: Leigh Adams, australischer Bahnsportler
- 1971: Martin Luding, deutscher Schauspieler
- 1972: Vincent Andreas, deutscher Komponist und Autor
- 1973: Christiane Abenthung, österreichische Skirennläuferin
- 1973: Jorge Garcia, US-amerikanischer Schauspieler
- 1973: Big Gipp, US-amerikanischer Rapper
- 1973: Pauleta, portugiesischer Fußballspieler
- 1974: Emile Abraham, Radrennfahrer aus Trinidad und Tobago

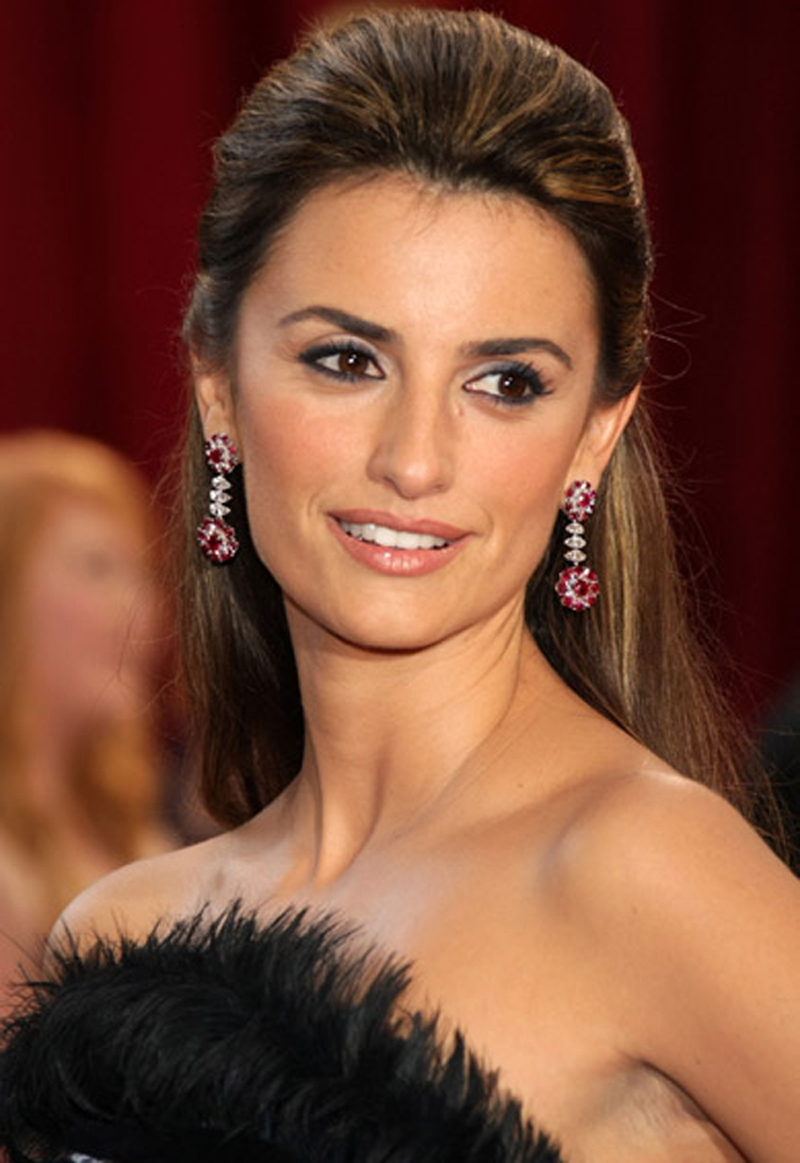
Penélope Cruz (* 1974)

- 1974: Penélope Cruz, spanische Schauspielerin
- 1974: Emanuele Negrini, italienischer Radrennfahrer
- 1975: Federica Diémoz, italienisch-schweizerische Romanistin und Dialektologin

#### 1976–2000
- 1977: Gitte Andersen, dänische Fußballspielerin
- 1977: Ronald Schmidt, deutscher Fußballspieler
- 1978: Andreas Jancke, deutscher Schauspieler
- 1979: Mirza Čehajić, bosnisch-herzegowinischer Handballspieler
- 1979: Sofia Vitória, portugiesische Sängerin
- 1981: Jessica Alba, US-amerikanische Schauspielerin
- 1981: Ilary Blasi, italienische Schauspielerin und Fotomodell
- 1981: Michael Ferrante, australischer Fußballspieler
- 1981: Kevin Schawinski, Schweizer Astrophysiker
- 1982: Harry Shum junior, costa-ricanischer Tänzer und Schauspieler
- 1985: Matthias Henn, deutscher Fußballspieler
- 1986: Guilherme Siqueira, brasilianischer Fußballspieler
- 1986: Junior Strous, niederländischer Automobilrennfahrer
- 1986: Jenna Ushkowitz, amerikanische Schauspielerin
- 1987: Josip Landeka, kroatischer Fußballspieler

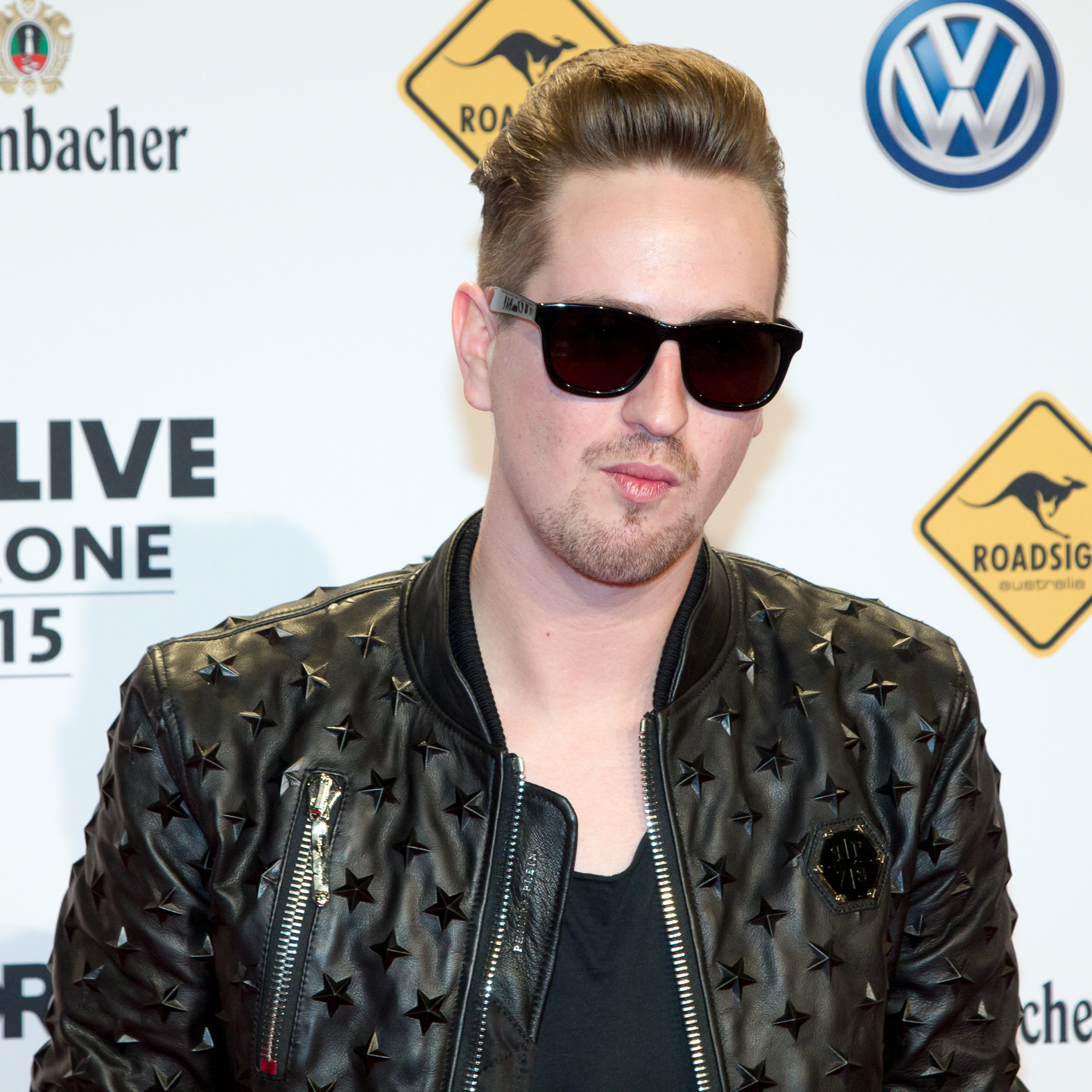
Robin Schulz (* 1987)

- 1987: Robin Schulz, deutscher DJ und Produzent
- 1987: Zoran Tošić, serbischer Fußballspieler
- 1987: Frank Ziegler, deutscher Schauspieler und Sänger
- 1988: Niclas Andersén, schwedischer Eishockeyspieler
- 1988: Spencer Hawes, US-amerikanischer Basketballspieler
- 1989: Danny Röhl, deutscher Fußballtrainer
- 1991: Katja Schroffenegger, italienische Fußballspielerin
- 1992: Patrick Assenheimer, deutscher Automobilrennfahrer
- 1994: Jakub Klášterka, tschechischer Automobilrennfahrer
- 1994: Maxim Igorewitsch Simin, russischer Automobilrennfahrer
- 1994: Mina Tanaka, japanische Fußballspielerin
- 1995: Melanie Martinez, US-amerikanische Sängerin
- 1995: Derk Telnekes, niederländischer Dartspieler
- 1996: Tony Revolori, US-amerikanischer Schauspieler
- 1997: Keven Schlotterbeck, deutscher Fußballspieler
- 1998: Moritz Kwarteng, deutscher Fußballspieler
- 1999: Gabriel Kyeremateng, deutscher Fußballspieler
- 2000: Ellie Carpenter, australische Fußballspielerin
- 2000: Anni Kärävä, finnische Freestyle-Skierin

## Gestorben

### Vor dem 18. Jahrhundert
- 0224: Artabanos IV., Großkönig des Partherreiches
- 0909: Adalbero von Augsburg, Bischof von Augsburg
- 0988: Adaldag, Erzbischof von Bremen-Hamburg
- 1069: Magnus II., König von Norwegen
- 1076: Sven Estridsson, König von Dänemark
- 1098: Meginward, Bischof von Freising
- 1109: Hugo von Cluny, Abt der Benediktinerabtei Cluny
- 1140: Sigward von Minden, Bischof von Minden
- 1192: Konrad von Montferrat, König von Jerusalem
- 1197: Lord Rhys, Herrscher von Deheubarth
- 1227: Heinrich (V.) der Ältere von Braunschweig, Pfalzgraf bei Rhein
- 1374: Guillaume de La Jugie, französischer Kardinal
- 1377: Ugolino de’ Rossi, Bischof von Parma
- 1400: Baldus de Ubaldis, italienischer Rechtsgelehrter
- 1405: Johann Brand, Bremer Ratsherr und Bürgermeister
- 1458: Matthäus Hagen, deutscher waldensischer Prediger
- 1462: Ulrich II. von Rosenberg, Herr von Rosenberg und Statthalter in Böhmen
- 1503: Louis d’Armagnac, französischer Adliger, Graf von Guise, Graf von Pardiac und Herzog von Nemours
- 1503: Johannes Tolhopf, deutscher Humanist, Rektor an der Universität Ingolstadt und Domherr zu Regensburg
- 1519: Madeleine de la Tour d’Auvergne, Gräfin der Auvergne, Mutter von Caterina de’ Medici
- 1521: Suzanne de Bourbon-Beaujeu, Herzogin von Bourbon

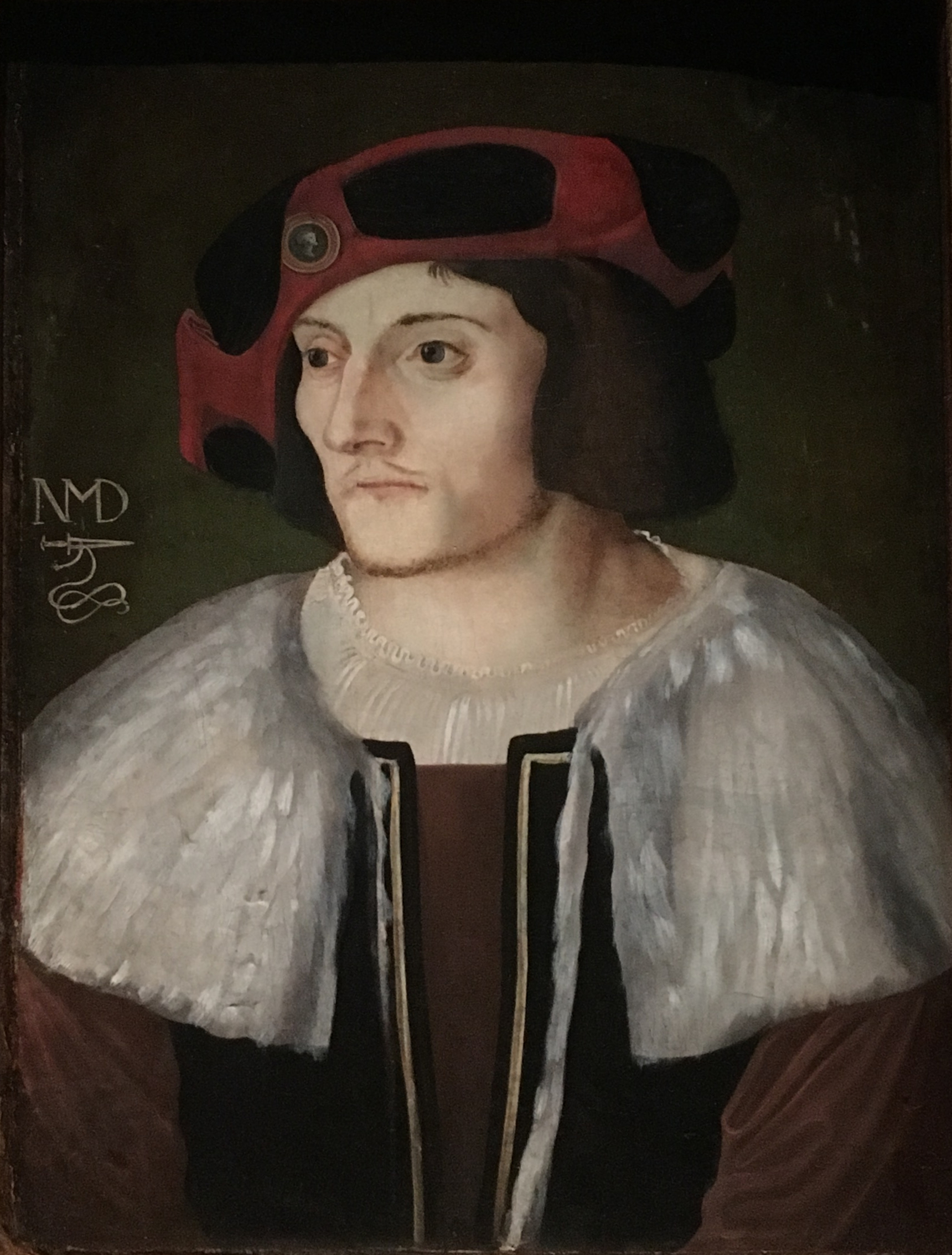
Niklaus Manuel († 1530)

- 1530: Niklaus Manuel, Berner Maler, Dramatiker und Reformator
- 1551: Jodokus Hodfilter, Bischof von Lübeck
- 1566: Wigand Orth, deutscher Theologe und Philologe
- 1571: Anton Lüdinghusen, Lübecker Bürgermeister
- 1599: Josias Marcus, deutscher Rechtswissenschaftler und Beamter
- 1609: Sebastian Cattaneo, Bischof von Chiemsee und Autor theologischer Schriften
- 1641: Hans Georg von Arnim-Boitzenburg, deutscher Feldherr, Diplomat und Politiker im Dreißigjährigen Krieg
- 1643: Philipp III., Landgraf von Hessen-Butzbach, Gelehrter und Bekannter von Galilei und Kepler
- 1648: Wiebke Kruse, Mätresse des dänischen Königs Christian IV.
- 1681: Jacques Bertot, Mystiker und Seelenführer Madame Guyons
- 1683: Daniel Casper von Lohenstein, deutscher Schriftsteller

### 18. Jahrhundert
- 1707: Christian, Herzog von Sachsen-Eisenberg
- 1710: Thomas Betterton, englischer Schauspieler der Restaurations-Zeit
- 1716: Louis-Marie Grignion de Montfort, französischer Volksmissionar und Ordensstifter
- 1721: Mary Read, englische Piratin und Freibeuterin
- 1722: Adam Gschwend, deutscher Pädagoge, Diakon, Autor und Rektor des Lyceums in Eisenberg
- 1722: Johannes Scherer, deutscher Instrumentenbauer
- 1731: Johann Theodor Jablonski, deutscher Pädagoge und Lexikograf
- 1732: Heinrich von Brömbsen, Bürgermeister der Hansestadt Lübeck
- 1736: Luise Elisabeth von Württemberg-Oels, Herzogin von Sachsen-Merseburg
- 1748: Lorenzo Mattielli, italienischer Bildhauer
- 1767: Jobst Edmund von Brabeck, westfälischer Adeliger
- 1770: Marie Camargo, französische Tänzerin
- 1771: Valentin Rose der Ältere, deutscher Apotheker und Assessor
- 1772: Johann Friedrich Struensee, deutscher Arzt und Minister am dänischen Hof
- 1774: Takebe Ayatari, japanischer Dichter und Maler
- 1794: Charles Henri d’Estaing, französischer Marineoffizier und Admiral
- 1794: Gabriel Louis François de Neufville, duc de Villeroy, Pair von Frankreich
- 1795: Leopold Ludwig von Anhalt, Graf von Anhalt
- 1796: Josias Ludwig Ernst Püttmann deutscher Rechtswissenschaftler
- 1796: Heinrich XXVI. Reuß zu Ebersdorf, deutscher Diplomat und Historiker
- 1799: Matthew Griswold, US-amerikanischer Politiker

### 19. Jahrhundert
- 1800: Jewstignei Ipatowitsch Fomin, russischer Komponist
- 1802: Richard Howell, US-amerikanischer Politiker
- 1802: Jean Antoine Rossignol, General während der Französischen Revolution
- 1805: Jean-Baptiste Gaspard d’Ansse de Villoison, französischer Altphilologe
- 1807: Jakob Philipp Hackert, deutscher Maler
- 1807: Ludwig Friedrich II., Fürst von Schwarzburg-Rudolstadt
- 1816: Johann Heinrich Abicht, deutscher Philosoph
- 1829: Carl Ludwig August von Benning, deutscher Offizier
- 1829: Veronika Gut, Unterstützerin des Nidwaldner Widerstandes gegen die Helvetik
- 1831: John Abernethy, britischer Chirurg und Anatom
- 1831: Samuel Gottlieb Bürde, deutscher Dichter
- 1832: Friedrich Gottlob Hayne, deutscher Botaniker, Apotheker und Hochschullehrer
- 1834: Michael Konrad Wankel, deutscher Gerbermeister und Abgeordneter des ersten Bayerischen Landtags
- 1837: Wilhelm Schumacher, deutscher Schriftsteller und Zeitungsverleger
- 1841: Johann Christian Wilhelm Augusti, deutscher Theologe, Archäologe und Orientalist
- 1841: Pierre Chanel, erster Märtyrer in Ozeanien
- 1846: Friedrich von Schmauß, bayerischer Festungsbaumeister
- 1849: René Primevère Lesson, französischer Arzt und Naturforscher
- 1853: Helene Strack, deutsche Blumenmalerin

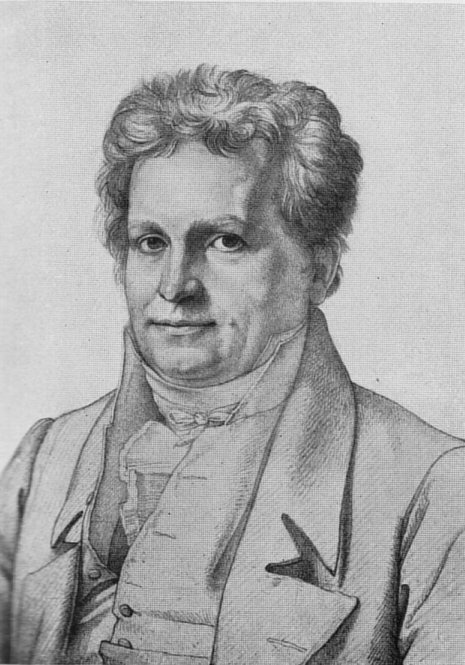
Ludwig Tieck († 1853)

- 1853: Ludwig Tieck, deutscher Dichter, Schriftsteller, Herausgeber und Übersetzer der Romantik
- 1857: Johann Konrad Irmischer, deutscher evangelischer Theologe und Bibliothekar
- 1858: Émilie Bigottini, französische Tänzerin
- 1858: Johannes Müller, deutscher Physiologe und vergleichender Anatom
- 1862: Josef Arnold der Jüngere, österreichischer Fresken-, Porträt- und Landschaftsmaler
- 1865: Samuel Cunard, kanadischer Geschäftsmann und Reeder
- 1871: Johann Viktor Gruol der Jüngere, deutscher Orgelbauer
- 1871: William Drummond Stewart, britischer Offizier und Abenteurer
- 1872: Moriz Adolph Briegleb, deutscher Politiker
- 1876: Lewis Gordon, schottischer Ingenieur, Hochschullehrer, Erfinder und Unternehmer
- 1877: William Gannaway Brownlow, US-amerikanischer Politiker
- 1879: Thilo Irmisch, deutscher Botaniker
- 1880: Georg Koppitsch, österreich-ungarischer Steinmetzmeister
- 1885: Conrad Baker, US-amerikanischer Politiker, Gouverneur von Indiana
- 1896: Heinrich von Treitschke, deutscher Historiker und Publizist, und MdR
- 1900: Izrael Poznański, Philanthrop, Geschäftsmann und Fabrikant

### 20. Jahrhundert

#### 1901–1950
- 1903: Josiah Willard Gibbs, US-amerikanischer Physiker
- 1905: Andrea Aiuti, italienischer Geistlicher, vatikanischer Diplomat, Kurienkardinal
- 1908: Joseph Bittner, deutscher Orgelbauer
- 1909: Frederick Holbrook, US-amerikanischer Politiker
- 1909: Ernst Pinkert, deutscher Gastronom und Gründer des Leipziger Zoos
- 1910: Edward Porter Alexander, US-amerikanischer General
- 1912: Johann Rudolf Rahn, Schweizer Denkmalpfleger und Kunstforscher
- 1913: Franz Boluminski, deutscher Kolonialbeamter
- 1918: Gavrilo Princip, bosnisch-serbischer Nationalist und Attentäter
- 1922: Joseph Aumer, deutscher Orientalist und Bibliothekar
- 1924: Alois Goldbacher, österreichischer Altphilologe
- 1925: Konrad Haenisch, deutscher Journalist, Politiker, MdL und Landesminister
- 1926: Adolf Ott, deutscher Priester und Offizial
- 1927: Maria Janitschek, österreichische Schriftstellerin
- 1931: Melanie Horsetzky von Hornthal, österreichische Bildhauerin
- 1933: Cornelis van Vollenhoven, niederländischer Rechtswissenschaftler
- 1935: Alexander Mackenzie, schottischer Komponist und Dirigent
- 1936: Otto Arendt, deutscher Publizist und Politiker

- 1936: Fu'ād I., ägyptischer König

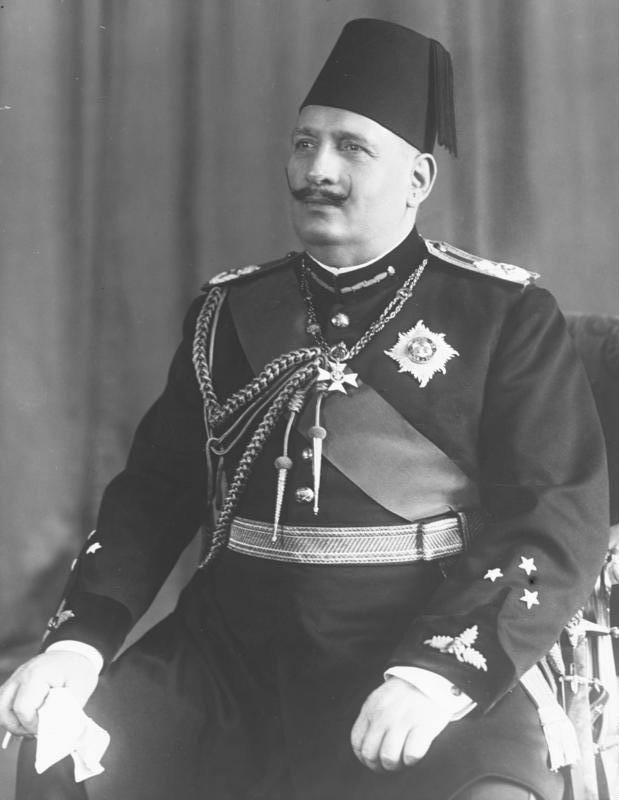
Fu'ād I. († 1936)

- 1942: U. V. Swaminatha Iyer, tamilischer Gelehrter und Philologe
- 1944: Joseph-Arthur Bernier, kanadischer Komponist, Organist, Pianist und Musikpädagoge
- 1944ː Marie Bloch, deutsche Pädagogin und Frauenrechtlerin, Holocaustopfer
- 1944: Frank Knox, US-amerikanischer Politiker
- 1944: Paul Poiret, französischer Modeschöpfer
- 1945: Gustav Abb, deutscher Bibliothekar
- 1945: Franz Brantzky, deutscher Architekt und Maler
- 1945: Hermann Föttinger, deutscher Elektroingenieur und Erfinder
- 1945: Harry Liedtke, deutscher Schauspieler
- 1945: Gottlob Müller, deutscher General

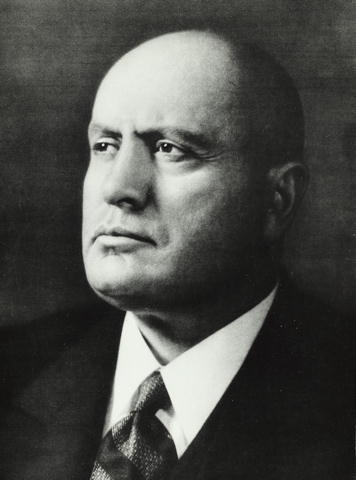
Benito Mussolini († 1945)

- 1945: Benito Mussolini, italienischer Politiker, Ministerpräsident, Diktator
- 1945: Clara Petacci, italienische Geliebte von Benito Mussolini
- 1945: Kurt Knispel, deutscher Panzerkommandant
- 1945: Julian Scherner, deutscher SS-Oberführer und SS- und Polizeiführer in Krakau
- 1946: Ricardo Richon Brunet, chilenischer Maler und Kunstkritiker
- 1946: Maurice Janin, französischer General
- 1947: Theodor Arps, deutscher Marineoffizier
- 1948: Walter Krause, deutscher Fußballspieler
- 1949: Chairil Anwar, indonesischer Dichter
- 1950: Oakes Ames, US-amerikanischer Botaniker

#### 1951–2000
- 1957: Ferenc Hirzer, ungarischer Fußballspieler und -trainer
- 1959: Franz Grell, deutscher Drogist, Autor und Politiker
- 1959: Franz Paul Koch, deutscher Kameramann

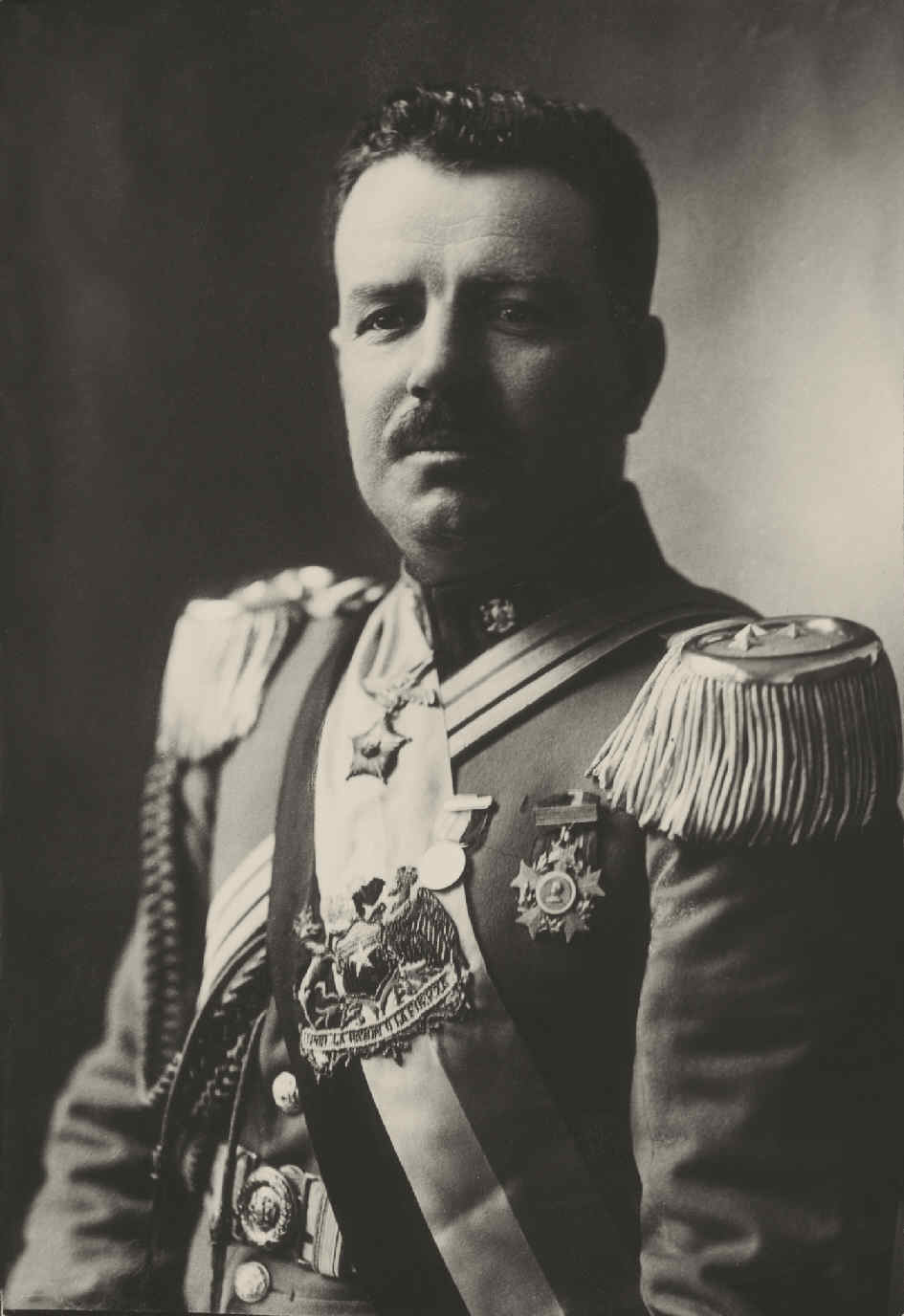
Carlos Ibáñez del Campo († 1960)

- 1960: Carlos Ibáñez del Campo, chilenischer Offizier und Politiker
- 1960: Heini Dittmar, deutscher Luftpionier und Testpilot
- 1960: Anton Pannekoek, holländischer Astronom und Theoretiker
- 1966: Anders Pedersen, dänischer Boxer
- 1971: Otto Lasch, deutscher Offizier
- 1972: Paulus af Uhr, schwedischer Generalmajor und Leichtathlet
- 1973: Piero Drogo, italienischer Automobilrennfahrer und Konstrukteur
- 1973: Jacques Maritain, französischer Philosoph
- 1973: Carlos Menditéguy, argentinischer Automobilrennfahrer und Polo-Spieler
- 1973: Clas Thunberg, finnischer Eisschnellläufer, Olympiasieger
- 1975: Lothar Metz, deutscher Brigadegeneral der Bundeswehr und Unterabteilungsleiter im Bundesnachrichtendienst
- 1975: Sonya Noskowiak, deutsch-amerikanische Fotografin
- 1976: Walther von Seydlitz-Kurzbach, deutscher General der Artillerie im Zweiten Weltkrieg
- 1976: Jürgen Bartsch, deutscher Serienmörder
- 1976: Richard Hughes, britischer Schriftsteller
- 1976: Mike Couper, britischer Automobilrennfahrer
- 1976: Eugen Roth, deutscher Lyriker und Dichter
- 1977: Ricardo Cortez, US-amerikanischer Schauspieler

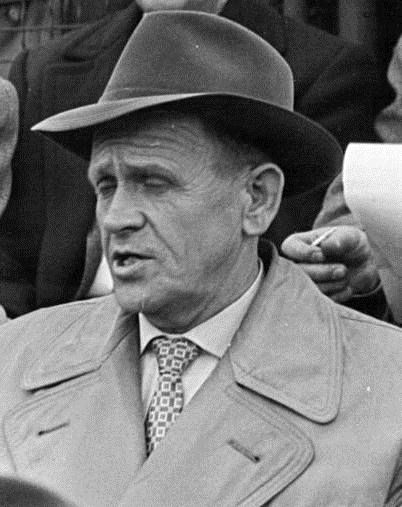
Sepp Herberger († 1977)

- 1977: Sepp Herberger, deutscher Fußballtrainer
- 1978: Hermann Budzislawski, deutscher Journalist
- 1978: Maurice Dela, kanadischer Komponist und Organist
- 1979: Feliks Łabuński, polnisch-amerikanischer Komponist, Pianist und Musikpädagoge
- 1979: Willi Stech, deutscher Pianist, Bandleader und Komponist
- 1980: Andrija Anković, jugoslawischer Fußballspieler und -trainer
- 1981: Cliff Battles, US-amerikanischer American-Football-Spieler und -Trainer
- 1983: Hans Walter Aust, deutscher Journalist
- 1984: Loro Boriçi, albanischer Fußballspieler und -trainer
- 1984: Gerhard Maasz, deutscher Komponist und Dirigent
- 1985: Hans Branig, deutscher Archivar und Historiker
- 1987: Emil Staiger, Schweizer Germanist
- 1988: Donald Joyce Borror, US-amerikanischer Entomologe, Bioakustiker und Ornithologe
- 1988: Gerd Martienzen, deutscher Schauspieler
- 1989: Jack Cummings, US-amerikanischer Filmproduzent
- 1989: Géza von Cziffra, deutscher Regisseur und Drehbuchautor
- 1991: Ken Curtis, US-amerikanischer Country-Sänger und Schauspieler
- 1992: Francis Bacon, irischer Maler
- 1992: Andria Balantschiwadse, georgischer Komponist
- 1992: Paraschkew Chadschiew, bulgarischer Komponist
- 1993: Jim Valvano, US-amerikanischer Basketballtrainer
- 1996: Jürgen Kienle, deutsch-US-amerikanischer Geophysiker und Hochschullehrer
- 1999: Rory Calhoun, US-amerikanischer Schauspieler
- 1999: Alf Ramsey, englischer Fußballspieler und -trainer
- 2000: Jerzy Einhorn, polnisch-schwedischer Professor und Politiker

### 21. Jahrhundert
- 2001: Evelyn Künneke, deutsche Sängerin, Tänzerin und Schauspielerin
- 2002: Alexander Iwanowitsch Lebed, russischer General und Politiker
- 2004: Raymond Arnette, französischer Spion
- 2005: Ernst Bacher, österreichischer Kunsthistoriker und Denkmalpfleger
- 2005: Percy Heath, US-amerikanischer Jazzbassist
- 2006: Jan Koetsier, niederländischer Dirigent und Komponist
- 2007: Laine Mets, estnische Pianistin und Musikpädagogin

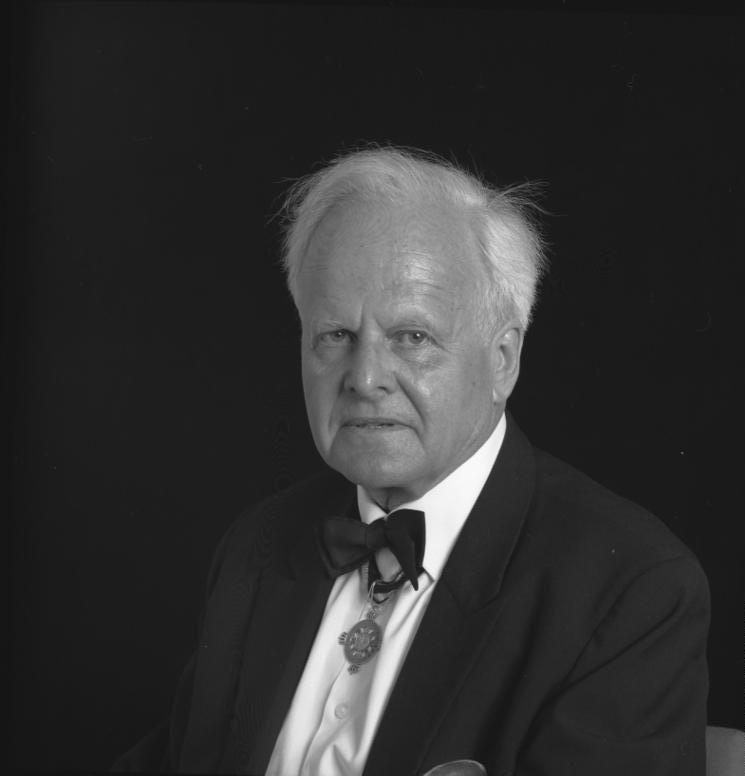
Carl Friedrich von Weizsäcker († 2007)

- 2007: Carl Friedrich von Weizsäcker, deutscher Physiker, Philosoph und Friedensforscher
- 2008: Heinz Droßel, deutscher Offizier und Richter, Gerechter unter den Völkern
- 2008: Diana Barnato Walker, britische Pilotin
- 2009: Jekaterina Sergejewna Maximowa, russische Balletttänzerin
- 2010: Fritz Widmer, Schweizer Liedermacher und Schriftsteller
- 2011: Erhard Loretan, Schweizer Bergsteiger
- 2012: Matilde Camus, spanische Dichterin und Schriftstellerin
- 2013: Peter Haber, Schweizer Historiker
- 2015: Duri Camichel, Schweizer Eishockeyspieler
- 2015: Wilhelm Neuß, deutscher Politiker und Jurist
- 2015: Einar Thorsteinn, isländischer Architekt
- 2016: Peter Brühl, deutscher Urologe
- 2016: Annemarie Dose, deutsche Philanthropin
- 2016: Georg Kronawitter, deutscher Politiker
- 2017: Johann Christoph Allmayer-Beck, österreichischer Militärhistoriker
- 2017: Hanno Millesi, österreichischer Mediziner
- 2018: Roberto Angleró, puerto-ricanischer Salsakomponist, Sänger und Bandleader
- 2018: Judith Leiber, ungarisch-amerikanische Designerin
- 2018: Hubert Spierling, deutscher Glasmaler
- 2019: Richard Lugar, US-amerikanischer Politiker
- 2019: Sylvia Bretschneider, deutsche Politikerin
- 2019: Harry Schwarzwälder, Bremer Heimatforscher
- 2019: John Singleton, US-amerikanischer Filmregisseur
- 2020: Wolfgang Decker, deutscher Sporthistoriker und Ägyptologe
- 2020: Bobby Lewis, US-amerikanischer Musiker
- 2021: Michael Collins, US-amerikanischer Astronaut
- 2021: Celso Dayrit, philippinischer Fechter und Sportfunktionär
- 2021: El Risitas, spanischer Komiker und Schauspieler
- 2022: Neal Adams, US-amerikanischer Comic-Zeichner
- 2024: Otto Höhne, deutscher Sportfunktionär

## Feier- und Gedenktage
- Kirchliche Gedenktage
  - Johann Gramann (Poliander), deutscher Pfarrer und Liederdichter (evangelisch)
  - Hl. Pierre Chanel, französischer Missionar und Märtyrer (katholisch)
  - Hl. Valeria von Mailand, römische Märtyrin (katholisch)
  - Hl. Louis-Marie Grignion de Montfort, französischer Schriftsteller, Missionar und Ordensgründer (katholisch)
  - Hl. Vitalis, römischer Märtyrer (katholisch)

- Internationale Gedenktage
  - Workers’ Memorial Day

- Namenstage
  - Hugo, Ludwig

Weitere Einträge enthält die Liste von Gedenk- und Aktionstagen.